# 대한민국의 보수주의
이 문서는 대한민국의 보수주의 사상에 대해 다룬다. 기본적으로 대한민국의 보수주의자들은 우파에 속하며 자유민주주의, 시장 경제, 사유재산권, 국가안보, 반공주의, 법치주의, 점진적 개혁을 핵심적인 가치로 여긴다. 이 외에 민족문화, 전통, 애국심, 애향심, 예절, 부모공경, 경로사상, 일부일처제, 낙태반대, 동성혼인반대 등 기존 가족제도도 옹호하는 입장이다.
오늘날 대한민국의 보수주의의 계보를 잇고 있는 주요 세력에는 보수정당이 있다. 1870년대 개화파를 시작점으로 해서 오늘날까지 이르고 있는 보수정당은 정치·경제·안보 분야에 관해서는 이념을 확고히 하였고, 사회·문화 분야에 관해서는 순응하는 태도를 보였다.
남시욱 세종대 석좌교수는 "자유민주주의나 시장경제 이념이 해방 후 미군정 당국에 의한 친미정권 수립을 계기로 비로소 한반도에 도입됐다거나 오늘날 한국의 보수세력이 지킬 가치와 이념이 존재하지 않는다는 등의 일부의 주장은 크게 잘못된 것"이라고 밝혔다. 자유민주주의와 시장경제의 바탕이 되는 공화제(공화주의 이념)가 안창호 등 개화파 3세대가 주축이 돼 1903년 미국 샌프란시스코에서 설립된 공립협회나 1907년 국내에서 조직된 비밀결사인 신민회 등을 통해 제기된 뒤 1919년 대한민국 임시정부에서 채택된 데서 이 같은 사실을 확인할 수 있다고 남 교수는 덧붙였다.

## 역사

### 개화기
일반적으로 대한민국의 보수주의의 시작을 1870년대에 태동한 개화파로 본다.
1896년 7월 2일 한성부에서 서재필·이상재·이승만·윤치호 등 개화파가 주도하고 안경수·박정양 등 정부 고위관료와 남궁억·안창호 등 지식인이 참여한 독립협회가 결성, 조직되었다. 이완용도 몸 담았던 적 있으나 제명당하였다. 독립협회의 결성을 주도한 개화파는 청나라가 종주권을 주장하던 시기에 반청(反淸) 입장에 섰으며, 미국·러시아·프랑스·일본 등에 우호적이며 서구의 문물을 적극 수용해야 된다는 견해를 제기하였다. 이들은 '정동파' 또는 '외국인파'로도 불렸다. 당시 개화파는 '진보'라는 말을 좋아해 기회 있는 대로 진보라는 용어를 쓰기도 했다. 이는 당시 국가와 사회의 주류였던 수구주의에서 보수주의로 진보하자는 의미였다.
개혁시대에는 부득불 파괴방법을 맹렬히 실행해야 부패한 국가와 부패한 사회를 개량하리라 하나 각국의 혁신사에 대하여 그 경험의 실제를 연구한 즉, 실로 파괴주의는 완전한 이익이  없고, 보수주의로 진보함이 극히 좋은 방침이 되는 줄로 사유하노라…현재 국내 물정으로  논단하건대 수구파가 대부분이요 구신파(求新派)는 소수이므로 진보를 위해서는 구신파가 수구파에게 충격을 주어 보수주의를 타파하려 하지 말고 그들을 이용할 방법을 취해 개량진보를 기도함이 완전한 방침이라. - 『황성신문』 1909년 11월 17일자 논설 "보수주의로 진보함이가량(佳良)한 방침" 中
1907년 4월, 이회영·전덕기·이동녕·이시영·이동휘·안창호·윤치호·양기탁·이경희·김구·최광옥·김규식 등을 중심으로 기독교 이념을 바탕으로 한 항일 비밀결사단 조직 신민회가 조직 발전되었다. 신민회는 실력 양성론 및 독립 전쟁론에 입각하여 공화제를 이상향으로 두었다. 신민회의 표면적 활동은 교육 계몽, 신식 학교 설립, 신학문 수용 등이 주 목적이었으며, 활동지원은 상동감리교회 교인뿐만 아니라 주변 시장 상인, 개신교계에서 비밀리에 지원하였다. 또한 만주에 한국 독립군을 훈련할 신흥무관학교 훈련기관 설립에 뿌리를 마련하였고, 이후 중국 상하이의 대한민국 임시정부를 구성하는 역할을 하였다.

### 일제강점기
1918년 11월 제1차 세계 대전이 종결되고 전후 처리 문제를 논의하는 파리 강화회담이 1919년 1월 18일에 개최되었다. 이 당시 미국 대통령 우드로 윌슨이 제기한 민족자결주의에 전세계 독립운동가들이 고무되었다.
1919년 3·1 운동 이후 지식인들 사이에는 독립운동 방식에 관한 대립이 생겼다(외교독립론, 실력양성론, 무장독립론). 민족주의 세력은 계급(지주·노동자)을 따지지 말고 모든 조선민족이 힘을 합쳐 일본 제국에 투쟁하자며 주로 국내외에서 애국계몽운동을 하거나, 국내에서 비밀 항일결사 운동을 하거나, 해외에서 외교적 노력을 하였다. 공산주의 세력은 일제 강점의 원인이 계급에 있다고 보고 일본 제국뿐만 아니라 조선인 지주계급에 대해서도 계급투쟁을 하자며 주로 만주로 나가 항일파르티잔, 항일투사가 되었다. 
1919년 3.1 운동 직후 대한국민의회, 상해 임시 정부, 한성정부 등 각지에 임시 정부가 수립된 뒤, 같은 해 9월 11일 한성정부의 법통을 계승한다는 원칙 하에 상하이를 거점으로 대한국민의회, 상해 임시 정부, 한성정부 등 국내외 7개의 임시 정부들이 개헌형식으로 통합되어 대한민국 임시정부로 개편되었다. 임시 헌법을 제정하여 국호는 대한민국으로 하고, 정치 체제는 민주공화국으로 하였다. 대통령제를 도입하고 입법·행정·사법의 3권 분리 제도를 확립하였다. 대한민국 임시정부의 초대 대통령으로 이승만이 선출되었다.

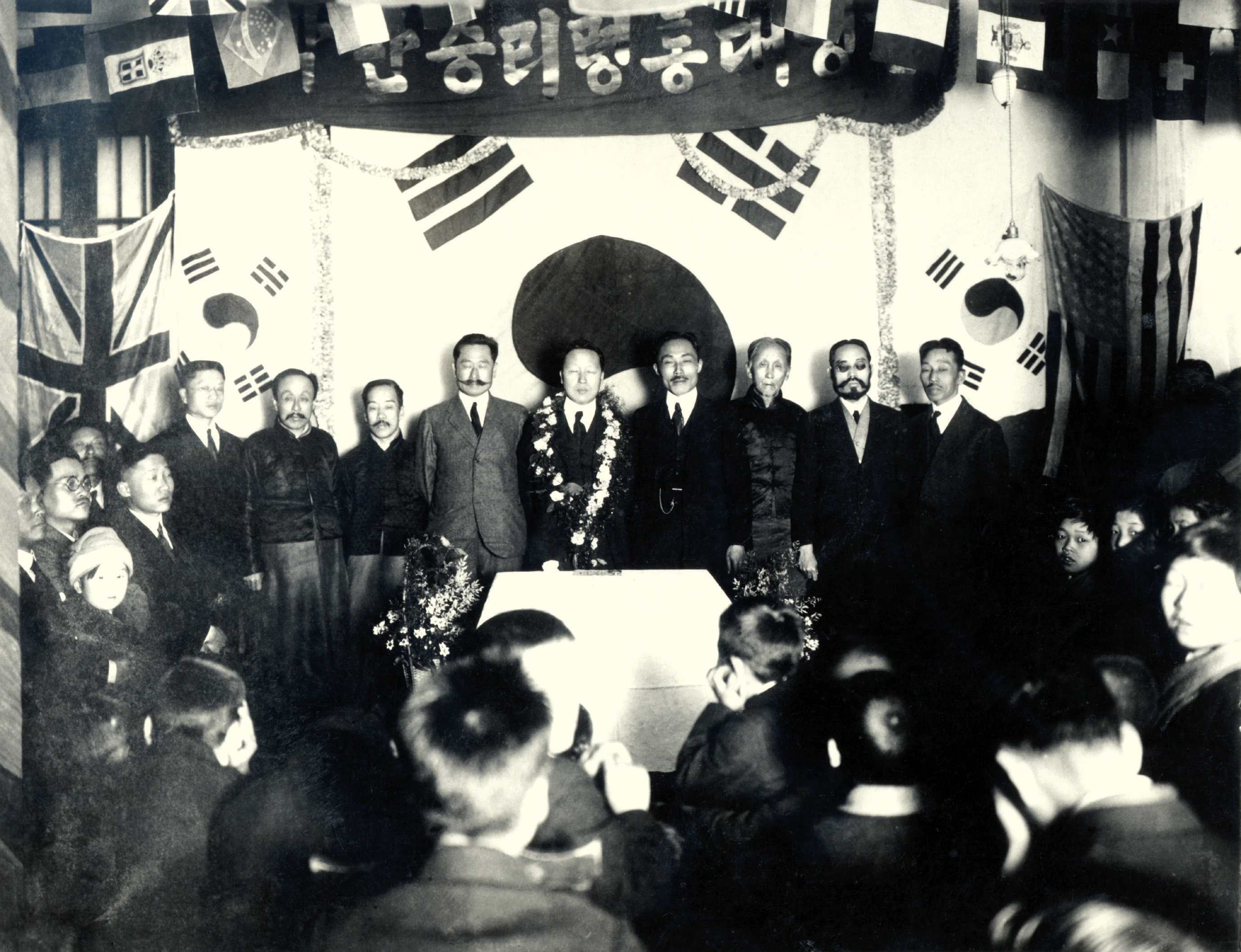
1920년 상하이에서 이승만 대한민국 임시정부 대통령 환영회(왼쪽부터 손정도, 이동녕, 이시영, 이동휘, 이승만, 안창호, 박은식, 신규식, 장붕)

1920년 임시 정부 인사들이 이승만 임시 대통령의 현지 부임을 요청하자 이승만은 중간 기착지 하와이에서 기회를 엿보다 11월 16일 상하이 직행 화물선에 몰래 탔다. 1920년 12월 5일 푸둥에 도착한 이승만은 1921년 5월 29일까지 상하이에 머물렀다. 대한민국 보수주의의 양대거목인 이승만과 김구의 만남은 이 때가 처음이었다.
대한민국 임시정부는 초기부터 독립운동의 방법론(외교독립론 대 실력양성론 대 무장독립론), 이념(민주주의, 민족주의 대 사회주의, 공산주의), 지역(기호파 대 서북파)에 따른 갈등과 대립이 존재했다. 1919년 4월경에는 임정 내부에 국제 연맹 위임통치 청원서의 내용이 알려지자 무장독립론자들(박용만, 신채호, 이동휘 등)은 외교독립론자들(이승만, 안창호, 김규식 등)을 맹비난하였다. 1919년 9월 10일, 제1차 국제공산당 자금사건으로 인해 사회주의 세력 내의 임정 내 고려공산당 상해파와 같은 당 이르쿠츠크파가 대립하게 되었고, 1921년 1월, 제2차 국제공산당 자금사건으로 인해 임정 내 민족주의 세력과 공산주의 세력이 대립하게 되었다. 더 나아가 1921년 6월 28일, 소련의 붉은 군대가 한인 무장 독립군들을 포위 사살한 자유시 참변이 발생하였다. 고려공산당 상하이파와 이르쿠츠파와 간의 공산주의 권력다툼에 의해 민족주의 세력인 김좌진·홍범도·지청천 등의 대한독립군단이 막대한 피해를 입고 결국 와해되었으며, 이에 다수의 민족주의 세력이 공산주의 세력에 등을 돌리고 반공주의를 갖게 되었다. 특히 김좌진이 이끄는 신민부는 이동휘가 가담하고 있던 적기단도 적대시하였다. 김창숙·박은식·원세훈 등 독립운동가 15인은 임시정부의 분열을 봉합하고자 1921년 2월부터 국민대표회의 개최를 시도하여 1923년 1월 3일에 어렵사리 개막하였으나 임시정부는 또다시 창조파, 개조파, 임정고수파로 분열되었다. 1923년 6월 2일 김구는 내무부령 제1호를 선포하여 국민대표회의를 해산시켰다. 

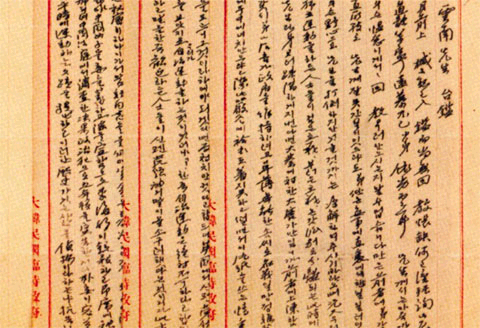
1928년 11월 20일 김구가 이승만에게 보낸 서신. 추운 겨울에 털옷 조차 입지 못하는 임시정부의 어려운 자금 사정을 호소하였다.

임시정부가 계파 갈등으로 극도로 위축되자 임정에 남은 소수의 세력들이 이승만을 몰아내려는 계획을 세웠다. 이승만은 대통령제 임시 정부 제4기까지 유임되었으나 그 도중인 1925년 3월 23일 대통령직 탄핵 및 면직되었다. 임정은 이승만의 측면 지원세력으로 분류되던 구미위원부에 대한 철폐령도 내렸으나 이승만 등은 구미위원부를 그대로 유지하여 독자적으로 활동하였다. 1921년 후반부터 국내의 임시정부 연락망인 연통제와 교통국가 완전히 와해되면서 김구는 독립운동의 자금 중 상당부분을 미국의 이승만, 안창호 등과 미국 교민들의 성금에 의존하였다. 1928년 11월 20일, 김구는 이승만에게 서신을 보내 지원을 요청했다. 이승만은 자금의 일부를 임시정부로 보내주었다. 이후 1932년 이승만은 임시정부 특명전권대사로 임명되어 세계에 조선의 상황을 알렸고, 1933년 무임소 국무위원에 보궐 당선되어 임시정부 각료로 복귀하였다.
1931년 10월 김구는 한인애국단을 조직하여 1932년 1월 8일 이봉창 의거(사쿠라다몬 사건), 1932년 4월 29일 윤봉길 의거(훙커우 공원 사건) 등을 거행하였다. 특히 훙커우 공원 사건은 당일 오후 1시경에 전 세계에 뉴스로 보도되기 시작한 후 전 세계 각국 주요신문들이 제 1면에 대서특필 하면서 세계를 놀라게 하였다. 이봉창과 윤봉길이 거행한 의거의 주모자로 수배된 김구는 1933년 상하이에서 피신했는데 이 때 중화민국 정부와 장제스의 도움을 받았으며 이를 계기로 임시정부와 중화민국의 제휴가 이루어졌고 임정의 자금난도 해소되었다.
1940년 9월 17일, 한국독립당 당군(黨軍), 지청천, 이범석 등이 이끌고 온 만주독립군, 기타 독립군이 연합하여 한국 광복군이 결성되었다.
한편 국내에선 1925년 3월 23일, 신흥우의 집에서 이상재 이하 9명이 모여 실업 단체로 위장한 흥업구락부를 조직하였다. 일제의 감시를 피하기 위해 친목 단체로 이름을 위장했으나, 실은 대한기독교청년회연맹(한국YMCA)를 중심으로 뜻있는 민족주의 진영의 지도자들이 참여하여 독립사상을 고취하는 게 주목적이었다. 그러나 미국의 이승만과 연결되어 있어 일제의 주목 대상이 되었다. 흥업구락부는 이승만의 요청에 의해 대한민국 임시정부에 보낼 군자금 염출을 결의하고 수만 원을 모금해 미국으로 보내는 등 독립운동을 직간접으로 지원하였다. 일제는 이러한 움직임을 포착하자마자, 1937년 가을 윤치호·장덕수·유억겸·신흥우 등 청구구락부 관계 인사를 먼저 검거하였다. 그리고 1938년 5월 22일에는 안재홍 등 흥업구락부 간부 회원 60여 명 등 100여 명을 검거하였다. 일본 경찰은 구자옥 등 52명을 치안유지법 위반으로 기소하였는데, 이것이 바로 흥업구락부 사건이다. 이 사건으로 검거된 회원들은 강제로 전향해야 했고 흥업구락부도 해체되었다. 비슷한 시기에 수양동맹회의 후신인 수양동우회도 수양동우회 사건으로 해체되었다. 이 사건 이후 흥업구락부의 핵심 인물이던 윤치호·장덕수·유억겸·신흥우·정춘수 등은 친일반민족행위자로 전향해 일제에 적극적으로 협력했다.

### 해방 후미군정기
1945년 8월, 일본 제국의 항복과 동시에 중도좌파 성향의 여운형과 중도우파 성향의 안재홍이 협력해 건국준비위원회(건준)를 발족시켰다. 그러나 건준의 본질적인 중도적 정치노선 성향은 박헌영의 공산주의 계열이 주도권을 잡아 주도해 나아감에 따라 변질되어갔고, 그 상태로 1945년 9월 6일 조선인민공화국 수립이 선포됐다. 그러자 송진우는 이들을 인정하지 않고 건준에 대항하기 위해 국내 민족주의자, 지주층, 우익 지식인층을 소집하여 1945년 9월 7일 국민대회준비위원회(국준)를 결성하고 임정봉대론을 내세웠다. 같은 시기에 맥아더 포고령 1호가 발표됨에 따라 미군정은 국내에서 치안, 행정 업무를 담당했던 건준과 조선인민공화국을 불인정하였고, 대한민국 임시정부도 코민테른 자금사건과 자유시 참변 등 과거의 갈등 때문에 좌우통합성이 떨어진다는 이유로 법통을 불인정하였다. 그리하여 미군정을 인수할 자격을 인정 받은 단체가 없게 되었고, 38선 이남에서는 미군정기가 시작됐다.
오늘날처럼 사회주의를 진보로, 민주주의를 보수로 부른 예는 국준이 발표한 강령 제4항에서 보인다. "보수 진보 두 갈레의 정당을 만들어 민주주의 방식에 의한 정당정치를 실현한다"고 밝혔다. 그러나 '진보'라는 용어는 최근(2011년 12월15일 기준)까지 이승만 정부 때 결성되었다가 해산 당한 조봉암의 진보당의 경우를 제외하면 별로 쓰이지 않고 '혁신정당' 또는 '혁신계'라는 애매한 용어가 많이 사용되었다.
1945년 9월 16일, 김병로·김준연·백남훈·송진우·원세훈·조병옥 등 국내 독립운동가들과 김성수·장덕수·윤보선 등 지주층을 중심으로 한 보수 우파정당인 한국민주당(한민당)이 결성되었다. 대한민국의 민주당계 정당의 직접적인 전신으로, 자유주의·고전적 자유주의·보수주의·반공주의를 이념으로 삼았다. 하지만 1947년 미 군정의 적산 불하 정책을 찬성하였으며, 좌우합작 7원칙 반대 및 일부 친일인사 구성 때문에 친일파 정당이란 비판을 받았다. 한민당에 참여한 독립운동가들은 한민당이 '좌우합작 7원칙'을 비난하는 당론을 채택하자 약 1년만에 대부분 탈당했다. 한민당은 이 탈당 사태로 당내 결속을 강화하고 일원적인 당운영이 가능하게 되었지만, 당이 왜소화되어 이후 상당한 어려움에 부딪히게 되었다. 박태균 교수는 " 이들이 독재정권에 대항할 수 있는 야당으로서의 활동이 가능하게 된 것은 1955년 민주당이 창당된 이후였다."라고 주장하고 있다. 미군정은 맥아더 포고령 제2조를 근거로 일제에 부역행위를 한 친일 관료, 경찰, 군인 출신 등 반민족인사들을 대거 고용하여 편입하였고, 우익 중에서는 한민당을 특히 지원하였다.
1945년 10월 23일 각 정당·단체 대표 200여 명이 모여 이승만을 정점으로 소집한 회합에서 독립촉성중앙협의회(독촉중협)의 회장으로 추대되었다. 이승만은 좌익, 우익, 임정 요인이 총망라된 독촉중협으로 미군정을 인수하고자 하였다. 이승만은 독촉중협에 조선공산당의 참여를 요구하였으나, 박헌영은 독촉중협의 집행부가 한국민주당과 국민당의 반동적이고 친일적인 인사들에 의해 지배되고 있다고 판단하여 이를 꺼려하였다. 이승만이 그러한 인사들을 배제하겠다고 약속하자 조선공산당은 독촉중협에 참여하였다. (USAFIK G-2, Periodic Report #34, 3 Nov. 1945, p.3.)
그러나 이후의 독촉중협 회담에서 논의된 친일파 배제문제가 공전하자 박헌영이 반기를 들었다. 좌파의 정당·단체들은 그 최고사령탑인 박헌영의 눈치를 보지 않을 수 없었다. 어느 정도 유연성을 보이던 기타 좌익단체들까지 1945년 12월 13일과 14일 독촉중협에서 모두 탈퇴하였다. 한편 임정 세력도 임정 인사들을 독촉에 참여시킨 후 임정을 해산한다는 이승만의 계획을 받아들일 수 없었고 특별정치위원회라는 독자적인 조직화 방안을 모색했다.
1945년 12월 28일, 모스크바 삼국 외상 회의(3상회의)에서 미소공동위원회를 통해 미·소·영·중 4개국에 의한 5년간의 신탁통치를 협의하게 됐다는 사실이 알려지자 이승만, 김구 등 우익 인사들은 강력히 반발하고 신탁 통치 반대 운동을 벌였다. 반면 한민당 송진우는 신탁통치 불가피론을 역설했는데 이것이 김구 세력의 반감을 샀다. 1945년 12월 30일, 송진우는 자택에서 한현우 등에 의해 암살되었다. 사건 전날의 정황상 한국민주당 측도 김구를 배후로 의심하였고, 그래서 사건의 진실과 무관하게 임시정부 측과 민주당 측은 갈등 관계에 놓이게 되었다. 1946년 4월 8일 경기도경찰부는 송진우 암살범 한현우, 유근배, 김의현을 체포하였다. 경찰은 한현우가 국민대회준비위원회에서 송진우를 돕고 있던 자인데 그의 지휘하에 유근배, 김의현이 권총을 발사하여 송진우를 암살한 것이라고 발표하였다.
1945년 12월 30일 임정과 공산진영은 신탁통치를 반대하는 점에 있어서 의견이 전부 일치하였었다. 그런데 조선공산당과 조선인민공화국 등 좌익진영은 3상회의 직후인 1946년 1월 2일을 기점으로 신탁통치 찬성(찬탁)으로 일제히 돌변했다. 이로써 좌익과 우익의 분열이 노골화하였다. 좌익의 찬탁표명에 대해서는 모스크바와 평양으로부터의 지령 때문이었다고 보는 견해가 일반적이다. 민족진영은 외세를 적이라고 보았고, 공산진영은 동족을 포함한 지주·자본가를 적이라고 보았다.
1946년 1월 14일 이승만은 정례기자단회견에서 3상회의 지지 즉 찬탁으로 급선회한 공산주의자들을 친일파와 다름없는 매국노라고 단정하고 결별을 선언하였다.
민족진영을 필두로 한 반탁진영이 활발히 갖춰졌다. 즉 1946년 1월 21일 독촉중협과 비상정치회의주비회가 통합하여 비상국민회의주비회로 개칭하고 이승만과 김구를 공동영수로 추대하였다. 1946년 2월 1일 비상국민회의를 결성하였다. 1946년 2월 8일 독촉중협과 신탁통치반대국민총동원위원회가 통합하여 대한독립촉성국민회(독촉국민회)를 결성하고 이승만을 총재로 추대하였다. 1946년 2월 14일 비상국민회의 최고정무위원회가 남조선대한국민대표민주의원(민주의원)로 개편되었고 이승만이 의장에 추대되었다. 한편 '임시정부의 우익 편향화'를 운운하며 비상국민회의를 탈퇴했던 세력들은 고스란히 찬탁진영이자, 민주의원의 반대진영이자, 좌익진영인 민주주의민족전선에 참여하였다.
1946년 2월 9일, 북한은 남한과의 협의없이 일방적으로 사실상의 북한 단독정부인 북조선인민위원회를 수립하고, 토지 무상분배와 생산시설 국유화 등 공산화를 진행하였다. 이는 북한주민 상당수가 월남하는 계기가 되었다. 이들은 조선인민당과 같은 공산주의 좌익세력과 타협하지 않았으며 대부분 이승만, 김구 세력에 들어가거나 장덕수의 한민당에 들어갔다. 이러한 과정에서 1946년 11월 30일에 월남자들을 중심으로 서북청년단이 발족하기도 하였다.
1946년 3월 20일 제1차 미소공동위원회가 개최되었다. 미국 측은 민주의원 중심으로 임시정부(과도정부)를 구성하자고 주장했고, 소련 측은 반탁세력을 협의대상에서 제외하자고 제안했다. 1946년 4월 18일 과도정부 수립에 참여할 정당과 단체는 모스크바 3상회의 협정에 대한 지지를 약속하는 선언서에 서명해야 한다는 것을 골자로 하는 공동성명, 즉 '공동성명 제5호(제5호 코뮤니케)'가 발표되었고, 이어서 1946년 4월 27일 존 하지가 공동성명 제5호에 서명하더라도 반탁의견 발표를 보장하겠다는 특별성명을 냈다. 1946년 5월 2일 비상국민회의, 독촉국민회, 조선기독교청년연합회, 한국독립당, 한국민주당 등 25개의 우익 정당과 사회단체가 "미소공동위원회에 참가하되 탁치를 전제로 한 일체 문제는 절대 배격한다"고 발표하며 공동성명 제5호에 서명하였다. 그러나 소련은 '공동성명 제5호'에 서명했어도 신탁 통치 반대를 포기하지 않는 한 협의할 용의가 없다고 하였다. 결국 1946년 5월 6일 미소공동위원회는 무기 휴회에 들어갔다.
1946년 7월 25일 중도좌파 여운형과 중도우파 김규식이 좌우합작위원회를 수립하고 좌우합작운동을 시작하였다. 이 때 미군정은 이승만, 김구가 아니라 여운형, 김규식의 좌우합작운동을 지원했는데, 이는 좌익진영을 극좌파와 중도좌파로 구분하여 조선공산당과 같은 극좌파를 고립시키고 여운형 중심의 중도좌파 진영을 견인하여 우익 주도의 정국 구도를 짜기 위함이었다. 1946년 10월에 한민당 대표로 좌우합작위원회에 참여한 원세훈, 김병로, 김약수 등 중앙위원 백여명을 비롯하여 평당원 수백여명이 좌우합작운동을 적대시하는 한민당의 정책 노선에 반발해 대량 탈당하는 사태가 벌어졌다. 한민당은 이 탈당 사태로 당내 결속을 강화하고 일원적인 당운영이 가능하게 되었지만, 당이 왜소화되어 이후 상당한 어려움에 부딪히게 되었다. 박태균 교수는 " 이들이 독재정권에 대항할 수 있는 야당으로서의 활동이 가능하게 된 것은 1955년 민주당이 창당된 이후였다."라고 주장하고 있다.
1947년 3월 1일 이승만이 도미 외교를 하는 동안 김구는 비상국민회의를 국민의회로 개칭하고, 독촉국민회는 국민의회를 임시정부의 법통으로 봉대하고, 같은 날 우익계 청년단체인 반탁전국학생연맹도 임시정부의 봉대를 결의하였다. 그리고 3월 5일 김구는 미군정 브라운 소장에게 정부를 임시정부에게 이양해달라고 했지만 거부 당했다. 4월 21일 귀국한 이승만도 임정법통론이나 임정봉대론은 적절한 시기가 올 때까지 일시보류하자고 하였다.
1947년 5월 21일, 제2차 미소공동위원회가 재개되었다. 1947년 7월 8일 소련은 제1차 미소공위 때와 마찬가지로 반탁세력을 과도정부 구성에서 제외해야 된다고 주장해서 미국과 이견을 보였고 결국 제2차 미소공동위원회도 결렬되었다. 1947년 8월 28일 미군정은 한국문제를 미·영·중·소 4개국 외상회의에 넘겨 해결하려고 하였다. 그러나 이미 38선 이북에서 확고한 정권기초를 마련한 소련은 4개국 외상회의를 거부하였다. 1947년 9월 17일 미국 국무부 장관 조지 마셜은 한국문제를 유엔에 이관했다고 발표했다. 1947년 9월 21일, 유엔 총회에서 미국안이 가결되어서 분단문제는 유엔으로 이관되었다. 1947년 11월 14일, 유엔은 유엔의 감시 하에 총선거를 실시하고 정부를 수립하기 위해 유엔 한국 임시위원단 설치를 결의하였다.
이 당시에는 좌익과 우익 간에는 물론이고 우익 스펙트럼 내에서도 신탁통치 찬반문제와 단독정부수립 찬반문제 등으로 인한 각종 갈등과 분열이 있었다. 그럼에도 우익세력들 간에 합작하려는 노력은 꾸준히 있었다. 그렇지만 김구 세력과 한민당 간의 관계는 친일파 문제와 1947년 장덕수 피살 사건 등을 계기로 파탄났고, 호형호제 하던 이승만과 김구의 관계는 단정단선론 대 납북협상론의 노선 차이로 대립관계에 놓였으며, 이승만 세력과 한민당 관계는 1948년 내각인선 과정에서의 갈등, 1950년 농지개혁법, 그리고 1951년 이승만의 자유당 창당을 계기로 완전히 파탄났다.

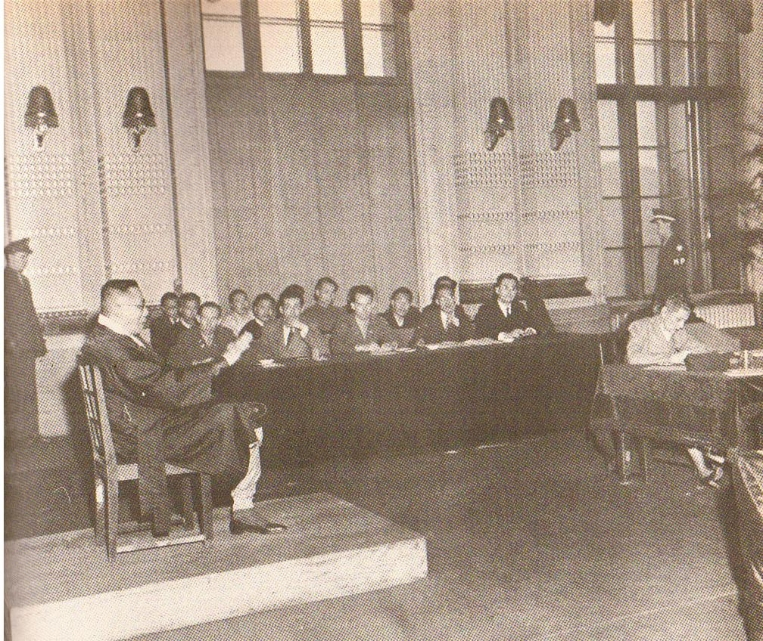
1948년 3월 김구 재판 장면

1947년 12월 2일, 장덕수 피살 사건이 발생하였다. 미군정은 국민의회와 김구를 암살의 배후로 지목하고 소환하였다. 동시에 국민의회와 민대의 합동대회를 금지하였다. 1947년 12월 22일, 회동이 금지된 가운데 민대가 일방적으로 유엔 한국 임시위원단을 상대할 한국민족대표단을 구성하자 김구가 불만을 터뜨리기도 하였다. 1947년 12월 26일 이승만과 김구가 이에 대해 원만히 합의하였다는 보도가 나왔다.
1948년 1월 16일 "영도적 문제와 이념의 차이로 아직 원만한 합동을 보지 못하고," "합동이 된다 하여도 국민의회측에서 임정법통을 고집하고 민대측에서 헤게모니를 장악하려 함이 부동한 쌍방의 근본 주장인만큼 장래를 예측하기 어렵다"는 보도가 나왔다.
1948년 1월 23일 유엔 한국 임시위원단의 북한 입국을 유엔 소련 대표 안드레이 그로미코가 거부했다는 보도가 나왔다. 그러자 1948년 1월 28일 김구는 유엔 한국 임시위원단에게 '미소양군이 철수하여 군정의 간섭없이 유엔 치안 하에 자유스러운 선거를 치러야 하며, 남북지도자회의를 소집할 것'을 요구하는 의견서를 보냈다. 1948년 2월 9일 김구와 김규식은 유엔 한국 임시위원단의 크리슈나 메논에게 남북한 동시 총선거 성립을 위한 남북협상을 재차 제안하였다. 이는 남한 단독 총선거를 통해 국제적으로 공인된 정부를 수립한 뒤 압도적인 득표율을 근거로 소련을 쫓아내고 통일을 이루려던 이승만의 단선단정론에 대립하는 것이었으며 민족진영의 분열이었다. 이승만뿐만 아니라 대다수의 단체와 언론이 남북협상론에 회의적이었다.
1948년 3월 8일 김구가 장덕수 피살 사건과 관련하여 재판정에 출석하자, 이승만은 김구의 장덕수 피살 사건 관련설을 믿을 수 없다고 일축하였다.
1948년 4월 19일~21일, 김구, 김규식은 남북협상(남북연석회의) 참가를 위해 북한으로 출발하였다. 그러나 아무런 성과도 거두지 못하고 오히려 남한 내 우익의 분열과 남북분단의 고착화를 초래하여 우익세력의 맹비난을 받았다. 게다가 먼 훗날인 1994년에 '레베데프 비망록'이 공개되면서 연석회의의 배후에 스티코프, 레베데프 등 소련군정 핵심인사들이 깊숙히 개입했던 것으로 드러나 조선인들간의 통일정부 수립을 위한 주체적 노력이라는 말과는 거리가 멀다는 것이 밝혀졌다.

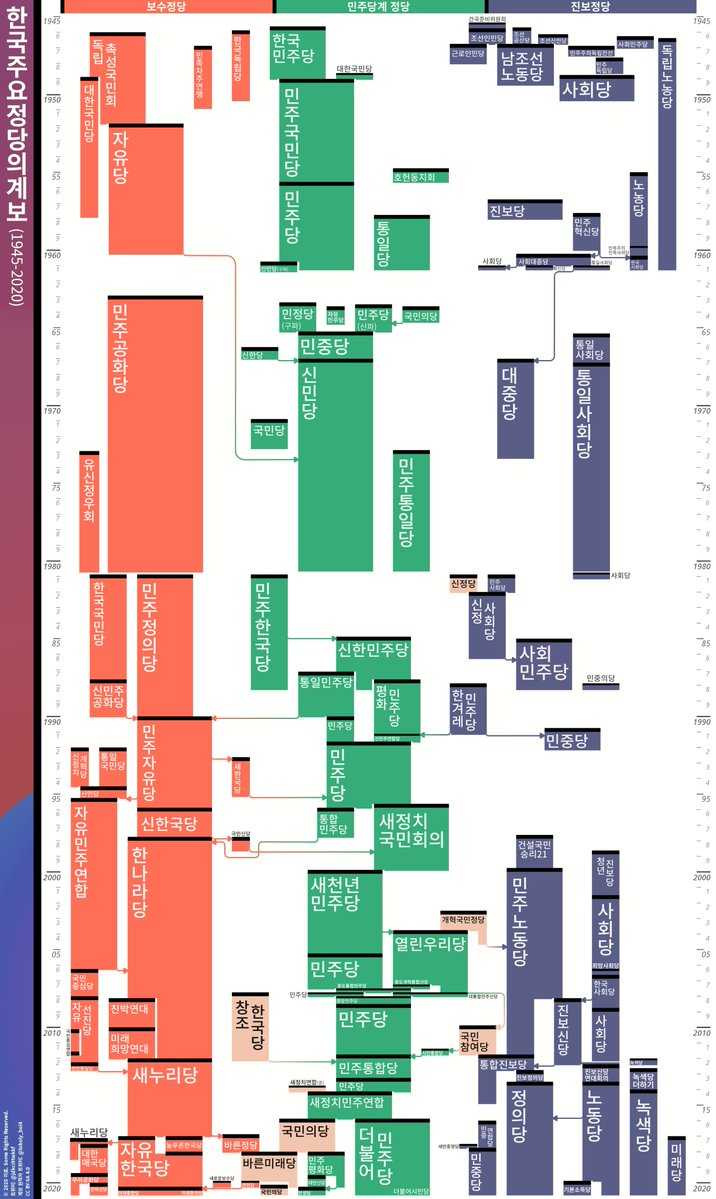
대한민국 주요 정당의 계보

1948년 5월 10일, 대한민국 제헌 국회의원 선거가 실시되었다. 이는 한반도 역사상 최초의 보통선거, 자유 선거, 직접 선거, 비밀 선거였다. 이 선거에서 김구의 한국독립당이 남한 단독 정부 수립에 반대하여 불참하자 독촉국민회와 한민당이 대다수 의석을 차지하였다. 단, 독촉국민회는 정당이 아니라 사회단체이므로 실질적으론 무소속이었으며 제1당은 한민당이었다.
1948년 7월 17일, 제헌 국회에서 국호를 대한민국으로 정하고 대한민국 제헌 헌법을 제정하였다. 제헌 헌법에는 대한민국 임시정부의 법통을 계승함이 명시되었고 민주공화국 체제와 대통령제를 채택하였다. 1948년 7월 20일, 대한민국 제1대 대통령 선거에서 제헌 국회의원들의 간접 선거에 의해 이승만을 제1대 대통령으로, 이시영을 제1대 부통령으로 각각 선출하였다. 이 시기 북한에서는 이미 북조선인민위원회를 만들어 실질적인 국가를 운영하고 있었고 대한민국 정부의 수립에 맞춰 조선민주주의인민공화국이라는 공산정권을 세웠다.
1948년 7월 27일, 이승만의 국무총리 지명을 앞두고 국회의 3대 파벌인 독촉국민회, 한민당, 한국독립당계 무소속 의원들은 각각 신익희, 김성수, 조소앙을 지지하고 있었다. 그러나 이승만은 이 날 국회에서 이윤영을 국무총리 지명자로 발표하며 인준을 요청하였고, 이에 각 파벌들은 크게 당황하였다. 이승만의 인준 요청 후 곧바로 이윤영 국무총리 임명 승인안에 대한 무기명 표결을 진행한 결과 총 투표수 193표 중 찬성 59표, 반대 132표, 기권 2표로 부결되었다.
1948년 7월 28일, 이승만은 이범석을 국무총리에 내정하였다. 그러자 1948년 7월 30일 김성수는 자택으로 이범석을 초대하였다. 김성수는 이범석에게 한민당 전원이 이범석 국무총리 인준에 동의하는 조건으로 내각의 8석을 요구했고, 이범석은 그 제의를 수용하였다. 1948년 7월 31일, 이승만은 이범석을 국무총리로 임명하였다. 1948년 8월 2일, 국회는 총 투표수 197표 중 찬성 110표, 반대 84표, 무효 3표로 이범석 국무총리 임명 승인안을 통과시켰다. 그런데 이승만은 이범석이 건의한 김성수 천거 8명 중 3명만을 내각에 기용하였고 나머지는 무산시켰다. 심지어 한민당계는 김도연 1명만을 입각시켰다. 이 일을 계기로 이승만과 한민당의 관계가 악화되기 시작하였다.

### 이승만 정부
1948년 8월 15일, 대한민국 정부가 수립되었다.
이 시기에는 좌익과 우익 간의 대립이 극에 달하여 정부 수립 직전인 1948년 4월에는 단정단선론에 반대하는 남로당 김달삼의 주도 하에 제주 4·3 사건이 발생됐고, 같은 해 10월에는 제주 4.3 사건 진압을 명령 받은 국군 제14연대가 남로당 김지회, 지창수를 중심으로 반란을 일으킨 여수·순천 사건이 발생되었다. 그 이전부터 공산진영과 비공산진영 간의 갈등과 무력출동은 잦았지만, 공산당이 동족을 대상으로 여수·순천 사건이라는 대규모 군사반란까지 일으키자 모두가 충격을 받았다. 이승만 정부는 좌우익 간의 갈등을 극복하고 사회질서를 확립한다는 명분으로 반공주의 정책을 내세웠다. 그리고 1948년 12월 1일에는 국헌을 위배하여 정부를 참칭하거나 국가를 변란할 목적으로 단체를 구성하는 등 국가안보를 위태롭게 하는 각종의 행위를 처벌할 목적으로 국가보안법을 제정하였다.
이러한 가운데 1948년 8월 19일 반민족행위처벌법 초안이 국회에 상정되자 국회 내의 공기는 찬반 양론으로 대립하였다. 반민족행위처벌법 국회 통과시 타격을 면치 못할 한민당은 '동 법안(반민족행위처벌법)이 필요는 하나 민중의 혼란을 초래할 우려가 있고, 또 동 법안은 너무나 추상적이니 법제위원회로 회부하자'는 의견을 냈다. 1948년 8월 23일 한국민주당의 당수 김성수는 친일파·민족반역자 숙청을 강경히 주장하는 의원들에게 회견을 청하여 친일파 문제를 광범하게 취급할 것이 아니라 범위를 좁게 취급할 것을 요청했다. 1948년 8월 26일 반민족행위처벌법이 국회에서 논의되기 시작하자 한국민주당에 매월 20만 원 정도를 제공하던 친일재벌 金모씨는 돌연 동 법안을 완화 또는 무능화하도록 공작하는 자금으로서 2천만 원이라는 거액을 한국민주당에 제공하였다. 1948년 8월 27일 신익희 국회의장이 반민족행위가 있는 정부위원들의 임명을 승인하자 이에 반발하여 반민특위 전원이 사임하는 사태가 벌어졌다.
1948년 9월 22일 제헌 국회는 반민족행위처벌법을 제정하였다. 1949년 1월 5일, 반민족행위특별조사위원회(반민특위)가 본격적으로 사무를 개시하였다. 그러나 1949년 5월 국회 프락치 사건이 발생하자 이승만 정부는 노익환, 서용길 등 반민특위 위원과 독립운동가 출신 국회 부의장 김약수를 비롯한 국회의원 13명을 구속하였다. 이 때 구속된 의원들 다수가 반민특위에서 활동하거나 반정부 성향의 소장파 의원들이었기 때문에 논란이 되었다. 체포된 이들은 서대문형무소에 수감되어 있다가 6.25 전쟁 와중 북한군에 의해 납북되었다. 1949년 6월 6일에는 친일경찰들이 반민특위 소속 특별경찰대를 습격하였다. 1949년 7월 6일 이인은 반민특위법 공소시효를 1950년 6월 20일에서 1949년 8월 말일까지로 단축하는 반민법 개정안을 제출하였고, 이는 재석의원 136명 가운데 찬성 74표, 반대 9표로 가결되었다. 이에 위원장 김상덕을 비롯한 반민특위원들이 일제히 사임하였다. 1949년 7월 14일, 반민특위는 우여곡절 끝에 이인을 위원장, 송필만을 부위원장으로 선출하여 활동을 재개하였다. 반민족행위처벌법이 제정된 뒤 폐지될 때까지의 친일파의 처벌 상황을 보면, 처음엔 반민족행위자 7천여명을 조사대상으로 파악해 놓고 있었으나 실제로는 688명만을 조사하여 그 가운데 599명의 혐의자를 특별검찰부로 송치했고, 특별재판부는 송치된 599명 가운데 293명을 기소하고 306명을 불기소처분했다. 기소된 293명 가운데 특별재판부의 판결을 받은 사람은 78명이었다. 그리하여 임시특별부의 판결을 받은 1명을 합쳐 79명이 유죄판결을 받았다. 그러나 이들 가운데 실형을 선고받은 사람은 10명뿐이었다. 이인은 "반민특위는 한마디로 해서 용두사미였다"고 회고하였다. 1949년 10월 4일, 반민특위·특별검찰부·특별재판부가 모두 해체되었다.
반민특위 실패의 일차적인 원인은 이승만 정부의 방해와 친일세력의 이념공세였다. 그러나 반민특위에도 문제가 있었다. 반민특위·특별검찰부·특별재판부 내에 친일파가 일부 있어서 큰 방해가 되었고, 본인은 친일파가 아니더라도 직간접적으로 가까운 친일파를 봐주는 경우도 있었다. 친일반민족행위와 무관한 사람들에 대해 주거침입, 감금, 폭행을 했다가 고소 당하기도 했다. 가짜 특별조사위원이 돌아다니기도 하고, 회계비리도 있었고, 반민특위 부위원장 김상돈이 과실치사 및 암매장 범죄를 지어 자질을 의심 받은 경우도 있었다. 게다가 반민특위·특별검찰부·특별재판부 간의 관계도 나빠 마찰이 잦아서 반민특위에 대한 정부와 친일세력의 공격을 자초하였다.
1948년 12월 12일 유엔은 총회 결의 195(III)호(The problem of the independence of Korea)에서, 대한민국 정부(the Government of the Republic of Korea)가 "한반도에서 유엔 임시위원단의 감시와 통제 아래 대다수 주민의 자유로운 의사에 의해 선거가 치러진 한반도에서 유일하게 그러한 합법 정부"임을 결의하였다.
1948년 초 남한 단독 총선거와 남북협상 문제로 인해 틀어졌던 민족진영 3영수(이승만·김구·김규식)의 관계는 유엔 총회 결의 제195호 이후 점차 회복되기 시작했다. 1948년 12월 15일 민족진영 3영수의 합작운동이 태동하였다. 1949년 1월 1일 김규식이 신년인사차 경무대의 이승만을 방문하였다. 1949년 1월 7일 이승만은 기자의 "유엔위원단의 내한을 계기로 민족진영 단결, 특히 3영수 합작공작이 진행되고 있다 하는데 어느 정도 진척을 보고 있는가?"라는 질문에 다음과 같이 답변하였다. "나는 민족진영이 합작되지 못한 것으로는 보지 않는다. 自初에 총선거와 정부수립에 이의를 부친 몇 단체들이 있어 안으로서는 민간에 의혹을 주고 밖으로서는 혼란한 상태를 표시하였으나 지금에 이르러서는 문제가 다 충분히 해결되니 만큼 아무리 장애를 부치려는 분들이 있을지라도 많은 손해를 끼칠 수 없을 것이요, 필경은 그분들의 입장만 곤란하여 질 것이다. 그리고 3영수합작문제에 있어서는 전에도 말한 바 있었지만 나 한 사람의 사정으로는 두 분 인도자에게 조금도 간격이 없고 다만 합작 여부는 그 주장하는 의도가 공개적으로 합의되어야 할 것이니 서로의 의도가 다 같은지 아닌지는 민중의 공정한 판단을 따라야 할 것이다. 새로 오는 유엔위원단에 대해서도 전과 같이 좌파니 중간이니 우익이니 혼돈해 놓고 다 동일한 대우를 받을 수는 없을 것이다. 이는 정부가 서서 정당히 인정된 후에는 유엔대표단도 전과 같이 모호한 태도를 취할 수 없을 것이요, 그런 분이 있다면 유엔 공식결정과 모순되며 독립국가의 권위에 손실을 주는 것이니 그런 사람도 없으려니와 있다면 정부로서도 이에 대한 적당한 방법이 있을 것이며, 또 한인 중에서라도 누구나 정부에 반대되는 태도로 외국인과 연락하는 일은 절대로 없어야 할 것이다." 그리고 1949년 5월 19일 민족진영 3영수(이승만·김구·김규식)의 재결합이 가시화되었다. 1949년 5월 20일 김구는 "과거 우리들의 노력방법에 있어서 약간의 차이가 있었던 것은 사실이나 시간과 공간은 차차로 이러한 차이를 해소하고 합일점으로 도달케 할 것을 의심하지 않는 바이다. (중략) 대통령과 金박사와는 앞으로도 종종 만날 기회가 있을 것으로 믿는다"라고 말하였다.
그러나 1949년 6월 26일, 김구가 안두희에 의해 피살되었다. 이승만은 이날 저녁 9시가 넘어서 서울중앙방송국 방송을 통하여 애도방송을 하였다. 이승만은 7월 4일 경교장에 조문을 하였다. 김구의 장례식은 국민장으로 치러졌다.
김구의 사망으로 인해 남북통일에 앞선 민족진영 3영수 이승만·김구·김규식의 재결합은 실패했고, 반민특위는 친일청산의 정신적 지주를 잃었다. 암살의 배후에 대한 서로 간의 추궁이 이어졌으며 민족진영은 끝내 재결합하지 못하였다. 김구 서거 후 한국독립당은 와해되기 시작했고, 김규식 세력은 1950년 6.25 전쟁 때 그가 납북 당하면서 와해되기 시작했다. 결국 그 즈음으로 하여 대한민국의 주류 세력으로는 개화파 및 임시정부 우익의 정통성을 잇는 계보(보수정당)와 한민당을 전신으로 하는 계보(민주당계 정당)만이 남아 현대의 양당구도를 갖추기 시작하였다.
1949년 6월 21일, 이승만 정부는 농민들의 농지 및 토지개혁에 대한 목소리에 부응하여 농지개혁법을 제정하였다. 1948년 내각 구성 당시 이승만이 김성수의 천거를 무시했던 일에 더하여 농지개혁법까지 제정되자 한민당은 분노하여 반이승만 노선으로 완전히 갈아탔다. 한편 농지개혁법으로 인해 일제시대의 식민지 지주제가 사라졌고, 대토지 소유를 해체하고 자작농을 육성한 덕분에 산업 자본주의 발전을 가로막는 낡은 요소는 사라지고 지주 대신 자본가가 새로운 경제 주역으로 급성장하였다. 자기 땅을 일구게 된 농가에서는 높은 교육 수준을 갖춘 미래의 노동자들이 배출됐다.
1949년 6월 29일 미군이 유엔 총회 결의(1948. 12. 12)에 따라 500여 명의 군사고문단만 남기고 완전 철수하였다. 이승만 정부는 미국이 한반도의 전략적 가치를 낮게 보고 외면하기 시작하자 한반도문제에 대한 관심을 일으키기 위해 북진통일론을 꺼내 들어 대미도발을 하였다. 그러나 미국 중앙정보국(CIA)은 소련과 북한이 설마 유엔을 상대로 전쟁을 일으킬 거라고 판단하지 않았다.
1949년 12월 31일, 이승만 정부는 교육의기회균등, 6년간무상의무교육실시, 교육이념으로서의홍익인간명시, 학생의인격과개성존중, 교육의중립성, 교원의신분보장을 내용으로 하는 교육법을 제정하였다.
1950년 6월 7일부터 19일까지 북한은 유엔에 협조하는 척하면서 '평화통일 호소문'을 발표하거나, 김삼룡, 이주하와 조만식의 교환을 제의하거나, 전조선 입법기관 설립(즉 국회통합)을 제의하였다. 그런데 이 주장이 있은 1주일 뒤 북한의 남침이 시작됨으로써 이 모든 제의가 위장평화공세였음이 드러났다.

6.25 전쟁의 전개 과정

1950년 6월 25일 새벽 4시에 북한의 기습 남침으로 6.25 전쟁이 시작되었다. 전쟁은 한반도와 한국민들에게 엄청난 피해를 안겨 주었다. 그러나 1950년 3월 10일부터 집행되기 시작한 농지개혁법으로 인해 남한에 공산주의가 스며드는 것까진 막을 수 있었다.
훗날 역사수정주의 학자들은 6.25 전쟁의 원인에 대해 내란확전설, 남침유도설, 북침설 등의 가설을 내놓으며 사실왜곡과 역사조작을 일삼았다. 그러나 6.25 전쟁은 김일성이 이오시프 스탈린과 중화인민공화국 마오쩌둥의 지원을 약속 받고 저지른 것이며, 이는 대한민국과 미국의 문서 및 공개된 구 소련 비밀문서를 통해 이미 증명되었다. 소련 공산당의 니키타 흐루쇼프 前서기장은 그의 회고록에서 한국 전쟁은 김일성의 계획과 스탈린의 승인으로 시작되었다는 점을 밝혔다. 1994년 러시아를 방문한 김영삼 대통령에게 보리스 옐친 대통령이 제공한 6·25 전쟁 관련 비밀문서에는 "김일성의 요청을 스탈린이 승인함으로써 전쟁이 시작되었다"는 내용이 명시되어 있다. 남침유도설을 제기한 브루스 커밍스는 2013년 6월 20일 자신의 주장을 스스로 철회하기도 하였다.
1950년 5월 30일 제2대 국회의원 선거에서 김구, 김규식 계열의 남북협상파와 무소속 계열의 후보가 대거 당선되었고, 6.25 전쟁 중인 1951년 발생한 국민방위군 사건과 거창 양민 학살 사건 등으로 인해 이승만 정권은 지지 기반이 약화되어갔다. 국회는 이승만 정부의 실정에 대한 책임을 물으며 기부터 주장하던 내각책임제(의원내각제) 개헌을 다시금 강력히 밀어부쳤다. 1951년 3월 14일 내각제개헌안에 대한 국회 무기명 투표 결과 재석 179인 중 찬성 79, 반대 33, 기권 66, 무효 1표로 부결되었지만, 대통령 선거는 간선제였기 때문에 재선가도에 차질이 생겼다. 대립 속에서 이승만은 1951년 12월 17일 자유당을 결성하고 발췌 개헌을 강행하면서 한민당(민주국민당)과 연을 끊었다. 자유당은 보수주의·반공주의·권위주의·일민주의를 이념으로 삼았으며, 장택상·이범석·장면·배은희·이기붕·함태영·이갑성·백성욱 등이 주요 간부였다.
1952년 1월 18일, 이승만은 평화선(이승만 라인)을 선포하여 독도를 확실하게 지켰다.
1952년 1~2월 국민방위군 사건과 거창 양민 학살 사건에 대한 미흡한 대처로 인해 이승만 정부는 민심을 잃었다. 국회로부터 재선될 가능성이 희박해진 이승만은 대통령 직선제 개헌안을 꺼내들었다. 친이승만측과 반이승만측의 갈등이 극심해졌다.
1952년 5월 19일 국회가 권력을 남용하여 민주국민당 소속 살인범 서민호를 석방결의로 풀어줘버리자, 1952년 5월 25일 이승만 정부가 비상계엄을 선포하여 반대세력을 헌병대에 연행하여 보복한 소위 부산 정치 파동이 벌였다. 1952년 6월 25일 민주국민당은 이에 대한 보복으로 이승만 암살을 시도하였으나 실패하였다. 미수에 그치긴 했지만 정치살인까지 자행되자 민주국민당 내에 분열이 생겼고 반이승만측의 기세는 완전히 꺾였다.
1952년 7월 4일 오후 2시, 15명의 발췌개헌안 반대파가 국회에 불출석 하였다. 오후 6시 30분에 이르러서 개헌파 65의원들은 정치의 책임을 논함보다도 □□급을 고하는 현실의 타개에 다른 도리가 없었음인가 드디어 □□수를 피하여 뜻을 굽히고 말았다. 한때는 이승만 대통령의 소환설에 대하여 개헌결의로써 항쟁하던 국회였고 국무원책임제 개헌안에는 123명의 연서를 하여 기세를 보이던 국회였건만 강력한 동화작용과 핍박한 □□에는 ‘시일’을 기다릴 수 없었던 것이다. 형세가 이에 이르게 되매 아침부터 국회 金의장실에서 숙의를 거듭하고 있던 개헌파(민국·무소속·자유원내파) 65의원들은 하오 6시 반 동 발췌조항에 동의하지 않을 수 없는 단계에 도달하게 되자 그 순간은 눈물을 흘렸다. 그러나 일단 양보한 뒤에는 동안이 발표될 때까지 명랑한 기분으로 아무 조건 없이 깨끗하게 통과시킨 데 대하여는 만장이 감복하고 있었다. 오후 8시, 군경들은 무력충돌에 대비해 국회의사당을 포위하였다. 의석정수 210석 중 166명이 출석한 가운데 기립투표 결과 찬성 163표, 반대 0표, 기권 3표로 발췌개헌안이 통과되었고, 7월 7일 공포하였다. 비상계엄은 7월 28일 해제되었다. 이승만은 서민호에 대한 사형선고를 재심하라고 명령했다. 이로써 대한민국에 최초로 대통령 직선제가 도입되었으며, 대한민국 국민은 처음으로 국민투표를 통해 대통령을 뽑게 됐다.
1952년 8월 5일 직접선거제로 실시된 제2대 대통령 선거에서 이승만이 재선되었다.

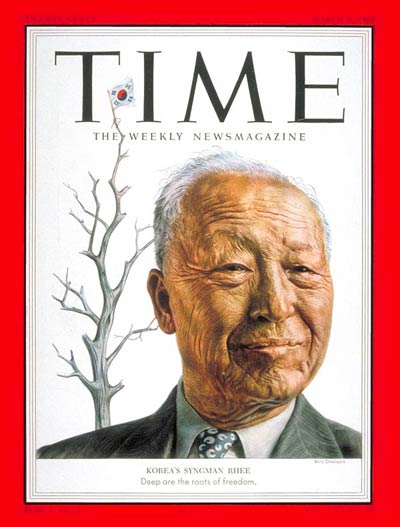
1953년 5월 9일

한국 전쟁이 2년 이상 장기화되고 중국과 소련의 개입으로 전선이 고착화하자 미국에서는 '무의미한 전쟁, 질질 끌지 말고 휴전협정 맺고 빨리 끝내자'라는 분위기가 형성되어 소련 및 중공과 휴전을 논의하기 시작하였다. 이에 이승만은 1952년 3월 분단 상태에서의 휴전은 한국에 대한 "사형선고"나 다름없다고 주장하며, "민족국가로 생존하기 위해 단독으로라도 계속해 싸워 나갈 것"이라고 강조했다. 이승만이 북진통일론을 들고 나오자 미국 아이젠하워 행정부는 '휴전협정 체결 이후에 한미상호방위조약 협상을 시작하자'고 하였다. 그러나 이승만은 휴전이 일단 성사되면 자신의 대미 협상력이 현저히 약화될 것이라는 점을 인식하고, 휴전협정 체결 이후가 아닌 체결 이전에 '한국이 공격당할 경우 미국이 도와주러 올 것'이라는 점을 명시할 것을 요구했다. 이를 위해 이승만은 미국에 북진통일론을 계속 주장하는 한편, 1953년 6월 18일 약 25,000명의 반공 포로를 직권 석방시켰다. 반공 포로 석방은 휴전 체제에 대한 중대한 도전이었으며, 휴전 문제에 대해 한국의 협조를 원했던 미국을 매우 곤혹스럽게 했다. 이 조치에 크게 놀란 미국은 이승만을 '약속 위반자'라고 비난했고 '이승만을 제거해야 한다'는 건의안이 나오기도 했다. 이승만은 휴전협정에 앞서 상호방위조약을 체결해주지 않으면 단독으로라도 북진을 하겠다고 선언했으며, 이에 미국은 상호방위조약을 맺는 대신 휴전에 응할 것을 제시하였다. 그리하여 1953년 7월 27일 휴전협정이 체결되었고, 1953년 10월 1일에는 한미상호방위조약이 체결되었다. 이 조약을 발판으로 대한민국은 경제개발에 집중할 수 있게 되어 훗날 한강의 기적을 이뤘다.
한국 전쟁에서 대한민국 국민 100만명 이상, 국군 28만여 명이 학살 당했고, 국민 30만여 명, 국군 70만여 명이 부상을 입었고, 수많은 국민들이 납북 당했으며(일부는 스스로 월북), 남한 내 공업 기반 절반과 국부의 1/4이 손실되었다. 유엔군 규모로 따지면 사상자 규모는 400만여 명에 달하였다.

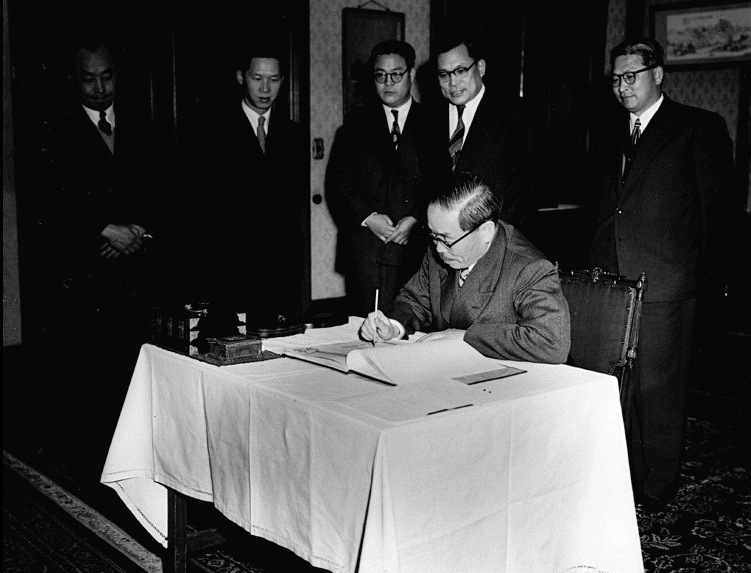
1954년 1월 29일 한미상호방위조약 비준서에 서명하고 있는 변영태 외무장관

이승만 정부는 1954년부터 문해교육 정책, 문맹퇴치 5개년 사업, 초등 의무교육완성 6개년계획 등을 진행하여 1945년 78%였던 문맹률을 1958년 4.1%로 급감시켰고, 총 학령아동의 취학률은 1957년 90%를 넘겼고, 1959년에는 96% 목표를 달성하였다.
1954년 4월 20일, 제1차 교육과정이 제정되었다. 최초로 우리 손으로 만든 국가수준 교육과정 체제였으며, 미국의 진보주의 교육사조와 신교육운동의 영향을 받았다. 제1차 교육과정은 전쟁으로 파괴된 국가를 재건하기 위해 현실생활을 개선하고 향상시킬 사회 개선의 의지를 강조하였다. 또한 반공교육, 도의교육, 실업교육을 강조하였고 특별활동시간을 최초로 배정하였다.
1954년 5월 20일, 이승만은 본인의 종신 집권을 가능하게 하기 위하여 제2차 개헌안(사사오입 개헌)을 통과시켰고, 이에 김영삼은 '이 당은 안 되겠다' 결심하고 동지들을 모아 10명과 함께 자유당을 탈당하여 민주당(1955)에 합류하였다. 이 개헌을 토대로 이승만은 1956년 대통령 선거에서 당선되어 3선 대통령의 뜻을 이루었고, 자유당은 집권 연장의 뜻을 이루었다. 그러나 이 사건 이후 자유당 내 양심적 의원들이 탈당하면서 점차 당의 정당성과 위력이 붕괴되어 갔다. 반대로 야당세력은 호헌동지회를 설립하면서 한데 뭉쳐 강력한 야당으로 발전하게 되었다.
1955년 제네바에서 '원자력의 평화적 이용'에 관한 국제회의가 개최되면서 국내에 원자력이 처음 소개되었다. 이때 세 명의 과학자가 참가하였고, 이듬해 문교부 기술교육국 산하에 원자력과를 설치하였다. 원자력의 필요성을 느낀 이승만은 원자력요원의 양성을 지원하였고, 1차적으로 네 명의 원자력연수생들을 미국 알곤국립연구소에 파견하였다. 동시에 장기적인 원자력 인력양성을 위하여 1958년 4월 한양대학교에 40명 정원으로 원자력공학과를 신설하였고, 이듬해 서울대학교에서 20명을 모집하였다.
1956년 5월 13일 유엔 한국 위원회 대표 전원이 선거 감시 차 각 지방에 파견되었다. 1956년 5월 15일 직접 선거로 실시된 제3대 대통령 선거에서 이승만이 재선(3선)되었으며, 제4대 부통령 선거에서는 장면이 당선되었다. 이 선거는 6.25 전쟁의 결과로 대한민국으로 편입된 수복지구 유권자들이 참여한 첫 선거이기도 했다. 1956년 8월 15일 제3차 이승만 정부가 출범하였다.
1958년 1월 1일 국회는 협상선거법을 통과시켰다. 협상선거법은 자유당과 민주당의 이해가 절충된 법안이었다. 언론 규제 조항에 대해서는 위헌이라는 시비가 있었지만, 민주당이 이를 묵인함으로써 개정될 수 있었다. 협상선거법의 언론 규제 조항 삽입은 자유당이 본격적으로 부정선거를 기획할 수 있도록 기초를 제공했으며, 언론과 국민의 기본권이 규제를 당하게 되는 결과를 낳았다. 자유당과 민주당은 협상선거법에 따라 실시된 선거에서 의도한 대로 압도적 의석을 차지했고, 무소속과 군소정당은 크게 타격을 입었다.
1950년대 대한민국의 경제 발전은 주로 미국의 무상원조로 이루어졌고, 그만큼 대한민국의 경제정책은 원조 공여국이었던 미국의 목표대로 추진되는 측면이 컸다. 이승만 정부는 중공업 중심의 성장정책을 요구했으나, 미국은 한국을 일본 공산품시장으로 위치지우기 위해 안정정책을 추진하였다. 그런데 1955년부터 베트남 전쟁이 시작되고 확대되기 시작하자 미국의 원조자금은 베트남을 향했다. 이와 동시에 대한민국에 대한 미국의 무상원조가 유상차관의 형태로 바뀌었는데, 이는 대한민국 경제에 불황을 초래했지만 한편으론 대한민국 경제정책에 대한 미국의 간섭이 줄어들었다. 1957년 미국은 개발차관기금(Development Loan Fund)을 설치하여 대한민국 정부, 기업과 개인 사업자가 미국으로부터 낮은 이자로 대출을 받을 수 있게 하였고, 이에 이승만 정부는 1959년 3월 부흥부 산하에 있던 산업개발위원회에서 경제 개발 3개년 계획(1960~1962)을 완성했다. 시장 경제 원칙 하에서도 국가가 개입하여 사회기반시설을 조성하고 중공업 중심의 자립경제체제를 확립할 것을 주요 목표로 삼았다. 그러나 1960년 4.19 혁명으로 계획은 전면 중단되고, 제2공화국에서 경제 개발 5개년 계획으로 재수립된다.
1960년 3.15 부정선거를 계기로 4.19 혁명이 일어나고 4월 26일에 이승만은 대통령직에서 하야하였다. 동시에 자유당도 와해되고 민주당(1955) 주도로 허정 과도 정부가 수립되었다.
이 당시 민주당(1955)의 구파와 신파는 내내 갈등을 빚었다. 한국민주당·민주국민당 때부터 활동해온 구파와 자유당·무소속·흥사단 출신으로 민주당(1955) 창당 때 반독재 기치 아래 합류한 신파는 당권 경쟁, 대선 후보 선출, 개헌 문제 등 중요한 문제마다 치열한 대립을 보였다. 1960년 7월 29일에 실시된 제5대 국회의원 선거에서는 공천 문제를 두고 내홍이 심해져, 상당수 지역구에서 결국 공천을 받지 못한 후보가 독자 출마해 결국 두 파벌의 후보가 둘 다 출마할 정도였다. 1961년 2월 20일, 민주당 구파는 결국 민주당(1955)을 탈당하고 신민당을 창당하였다.

### 대한민국 제2공화국
1960년 6월 15일 제3차 개헌에서 찬성 208표, 반대 3표로 대통령 직선제를 폐지하고 내각 책임제를 채택하였고 이로써 제2공화국이 탄생하였다. 개정 헌법은 기존 헌법의 절차에 따라 국민투표를 거치지 않고, 국회에서의 개헌 의결 후 정부의 공포로 확정되었다. 1960년 6월 15일부터 8월 18일까지 과도체제 수반이었던 허정이 임시 국무총리를 수행하였다.
1960년 7월 29일 제5대 국회의원 선거에서 장면이 국무총리로 선출되었다.
1960년 8월 12일 제4대 대통령 선거(양원 합동회의)에서 재적 259석 중 208표를 얻은 윤보선이 대통령에 선출되었다.
민주당 정권은 자유주의 정치이념을 기반으로 경제개발계획을 통한 산업입국을 꾀했으나, 윤보선의 민주당 구파와 장면의 민주당 신파 사이의 정치적 갈등으로 이러한 계획을 구체화할 정치적 리더십을 보여주지 못하고 4·19 혁명을 계기로 분출된 각계 각층의 요구에도 적절히 대응하지 못하였다. 특히 윤보선과 장면은 국군통수권을 두고 심한 권력다툼을 하였으며 이것이 군사반란의 빌미로 작용했다. 제2공화국 헌법 제61조1항은 '대통령은 헌법과 법률이 정하는 바에 의하여 국군을 통수한다.'라고 규정하고 있었으나, 제72조에서는 '선전(宣戰), 강화(講和), 계엄안(戒嚴案), 계엄해제, 군사(軍事)에 관한 중요사항 및 각군 참모총장의 임면(任免)'은 국무총리를 의장으로 하는 국무회의의 의결을 거치도록 규정하고 있었기 때문에 국군통수권의 실질적 행사자가 누구인지가 명확하지 않았다. 이러한 사정으로 국군통수권에 관한 구체적인 하위법률의 제정과 정비가 필요했음에도 윤보선과 장면의 대립으로 해결되지 못하였다. 결국, 쿠데타가 일어난 직후 장면은 수녀원으로 숨고, 윤보선은 자기에게는 '군통수권이 없다'며 유엔군사령관 매그루더와 주한 미국 대리대사가 요청한 쿠데타 저지 목적의 병력동원 허가를 거부함으로써 헌정질서 중단을 초래케 했다.

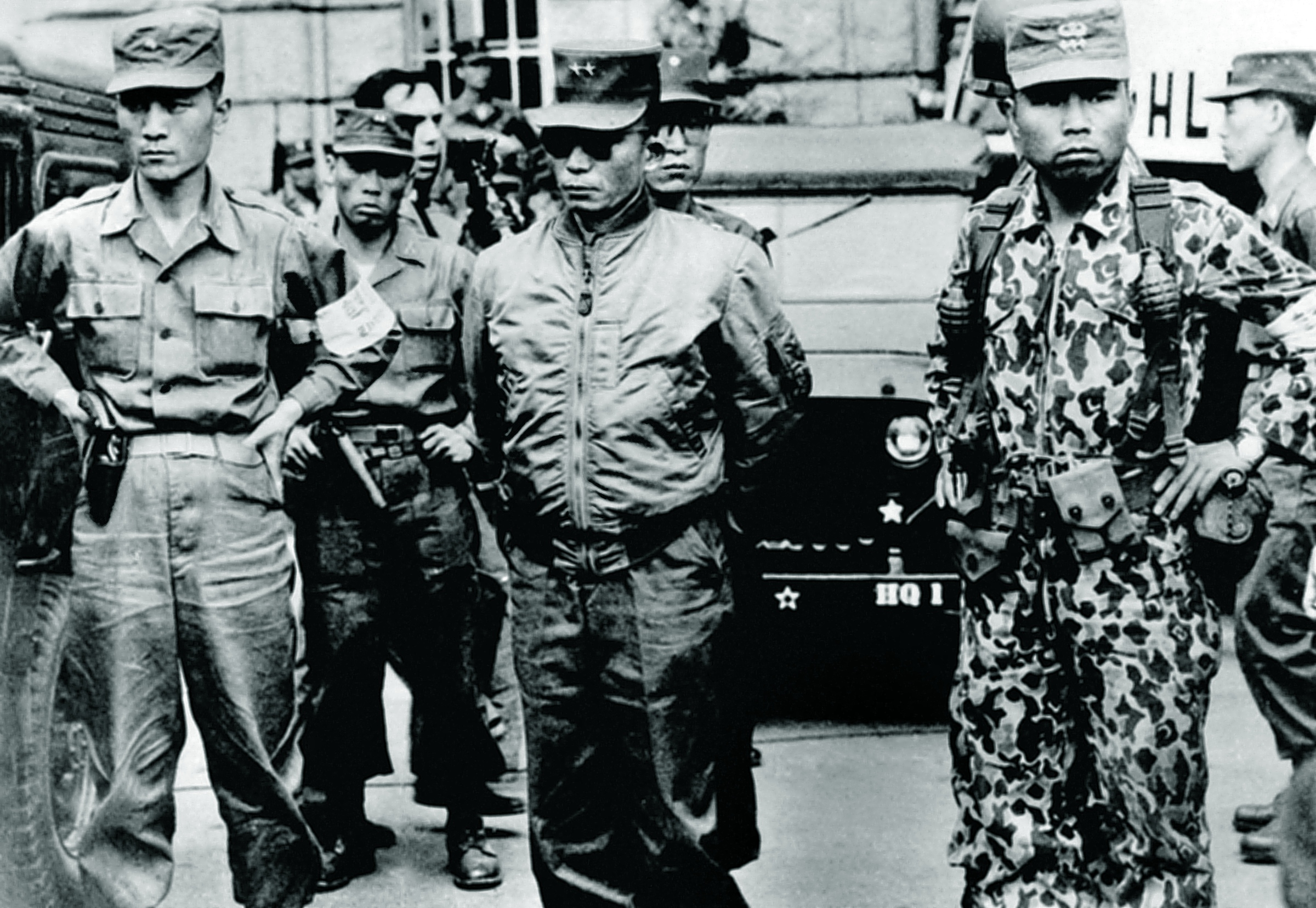
5.16 군사정변 당시 박정희 소장

1961년 박정희가 일으킨 5.16 군사 정변에 의해 제2공화국은 사실상 붕괴되었다.
1961년 5월 17일 오전 11시 40분 카터 B. 매그루더 유엔군사령관은 라이먼 L. 렘니처 미군 합참의장에게 "미군 방첩대(CIC)가 거리의 무심한 방관자들(casual bystanders)을 상대로 실시한 여론조사 결과 질문 대상자들 평균 10명 중 4명이 반란(uprising)에 찬성하고, 2명이 찬성은 하지만 타이밍이 이르다, 그리고 4명이 반대한다는 입장이다"고 보고했다. (미국 국무부 역사가실 ‘미국의 외교관계, 1961～1963년, 22편, 동북아시아’ 시리즈 문건 218호)
1991년 진 K. 로버츠슨은 하버드 대학교 석사논문 작성을 위해 대한민국 40세 이상의 어른들 467명을 상대로 '1961년에 5.16이 났을 때 지지했습니까, 반대했습니까'라는 설문조사를 했는데 응답자의 46%는 지지, 19%는 반대, 나머지는 기억이 나지 않는다고 응답했다. 연령층을 확대하여 808명을 상대로 '5.16 혁명의 한국 발전에 대한 영향'에 대해서 설문조사를 했는데 응답자의 62%는 '한국의 발전을 위해서 5.16혁명은 필요했다'고 답했고 17%는 '방해가 되었다'고 했으며 21%는 '별다른 관계가 없다'고 응답했다. '박정희의 독재적 통치가 한국의 발전에 어떤 영향을 끼쳤다고 생각하는가'란 질문에 대해서는 69%가 '매우 긍정적인 역할을 했다'고 답했고 11%는 '극히 부정적인 영향을 끼쳤다'고 했으며 20%는 '아무런 영향을 주지 않았다'고 응답했다.
5.16 군사정변으로 권력을 잡은 박정희는 입법·행정·사법을 통치하는 국가재건최고회의를 중심으로 군부를 갖추고 철권통치로 당시 혼란상을 빠른 시일내에 수습해갔다. 잠시 의원내각제 정부였던 것을 1962년 12월 17일 제1차 국민투표를 통해 대통령제로 복구시켰다. 박정희 정부는 집권 초기부터 자주국방 정책을 추진하였다. 박정희는 "미군이 우리의 국방을 맡아주고 있다는 생각을 국민들이 가지고 있는 한 시위에 따른 안보 상의 불안에 대해서는 책임있게 판단하지 않고 함부로 행동하게 될 것"이라고 생각하였다. 또한 경제력의 증강과 반공결의의 공고화에 의한 국토통일의 목표달성을 강조하였다.

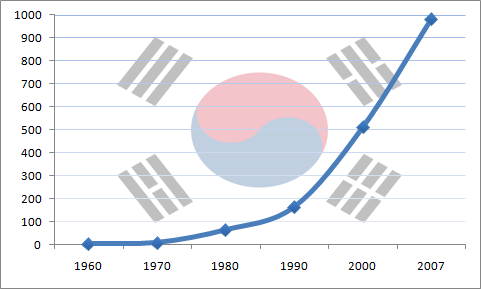
1960년부터 2007년 사이 명목 국내총생산 그래프. 반세기만에 대한민국은 국내총생산 1조 달러를 기록하였다.

1962년부터 제1차, 2차 경제 개발 5개년 계획을 실시하여 사회 간접 자본을 충실히 하고 경제개발의 토대를 형성하였다. 1968년 경부고속도로를 착공하여 1970년에 완전개통하였다.
박정희 정부는 대한민국 임시정부를 중심으로 독립운동을 크게 선양하였다. 독립운동가에 대한 건국훈장 서훈이 대대적으로 이루어졌다. 1962년 3.1절, 1963년 3.1절, 1968년 등 여러 차례에 걸쳐 오늘날 우리가 아는 독립운동가들 대부분에게 서훈을 하였다. 그 결과 대한민국의 정통성은 '3·1 독립정신 계승론' 중심에서 '임정 계승론' 중심으로 바뀌었다. 하지만 1962년 12월 26일 개정된 대한민국 헌법 제6호에서는 제헌 헌법 시기부터 전문에 수록된 "대한민국 임시정부(의 독립정신)을 계승하여 민주독립국가를 재건함"의 언급이 사라졌고, 박정희를 위시한 군부 쿠데타에 정당성을 부여하기 위해 "4.19 혁명과 5.16 군사혁명의 이념에 입각하여 새로운 민주공화국을 건설한다"고 밝혀 후대에 논란이 되었다.
1962년 7월 박정희는 당시 '무상 의료'를 내세우던 북한 체제에 대응하자는 성격으로 '사회 보장 제도를 확립하라'는 지시를 했다. 이에 1963년 12월 박정희가 의장을 맡고 있었던 국가재건최고회의의 발의로 의료보험법이 처음으로 제정됐다. 이후 1976년 12월에는 의료보험법 2차 전면 개정을 통해 '강제 가입' 조항이 추가됨으로 오늘날 국민건강보험의 모습이 나타나기 시작했다. 

### 박정희 정부
1962년 12월 27일 박정희 정부가 출범하였다.
1963년 6월 26일 박정희를 총재로 하는 민주공화당이 창당되었다. 보수주의·국민보수주의·권위주의·반공주의·협동조합주의·국가주의·우익 대중주의·10월 유신·사회보수주의를 이념으로 삼았다.
1964년 9월 11일 박정희 정부는 1차 파병을 시작으로, 1966년 4월까지 4차에 걸쳐 베트남 전쟁에 대한민국 전투부대를 파병하였다. 한국의 파병 제안과 월남정부 및 미국의 요청에 따라 행해진 대한민국 최초의 국군 해외 파병이었다. 여기에는 한국이 공산침략을 경험한 국가로서 아시아지역의 안보와 자유수호를 위한다는 명분도 있었다. 베트남 전쟁 파병을 계기로 한미동맹이 강화되었고 군을 현대화하는 데 기여하였다. 그리고 일제강점기와 6·25 전쟁 이후 기근과 고아의 나라로서 국제사회의 지원으로 연명하는 나라로 인식되던 대한민국이 타국의 전쟁에 대규모 파병을 할 수 있을 만큼 성장했다는 등 국제사회의 인식이 변화되었다. 베트남 파병 국군장병이 미국으로부터 해외근무 수당으로 받은 액수는 1965년부터 1973년까지 합쳐서 총 2억 3556만 달러였다. 이는 경부고속도로의 건설 비용에 일부 충당되었다.
1965년 6월 22일, 박정희 정부는 야당의 반대와 학생들의 반대시위를 무릎쓰고 한일기본조약 체결 등을 통해 국가 기틀을 다질 외화를 마련했다.
한편 민주당계 정당에선 민정당, 민주당(1963), 자유민주당, 국민의당(1963) 등등 다양한 당들이 난입하면서 사분오열된 상태였다. 이러한 상황을 타개하기 위해 먼저 민정당이 김준연의 자유민주당을 흡수했고, 민주당(1963)은 국민의당(1963)을 흡수했다. 그리고 나서 민정당, 민주당(1963) 두 당이 통합하여 1965년 6월 14일 민중당이 탄생하였다. 이후 민중당에서 분리된 신한당(1966)이 다시 합류해서 야권 대통합이 이루어지면서 1967년 2월 7일 신민당이 탄생하였다. 신민당은 자유주의·보수주의·자유민주주의·민주화를 이념으로 삼았다. 1970년을 전후로 신민당에선 40대 기수론이 대두되며 자유당 출신인 김영삼과 한민당 계열의 김대중이 급부상하여 박정희의 대항마로 인식되었다.
1968년 1.21 사태(김신조 사건)이 발생되자 편리한 간첩 식별 등의 목적으로 대한민국에 거주하는 모든 국민에게 주민등록번호가 부여되기 시작했다.
1968년 12월 5일, 박정희 정부는 국민교육헌장을 공표하여 민족주의와 민족의 주체성을 강조하였다.
1970년대초부터 농촌의 근대화, 지역의 균형적인 발전, 의식개혁을 목표로 하는 새마을 운동을 실시하여 큰 성과를 거두었다.
1972년 박정희의 지시로 이후락이 조선민주주의인민공화국에 파견되어 김일성과 만나 7·4 남북 공동 성명을 발표하였다. 최초의 남북회담으로써 자주, 평화, 민족대단결의 3대 통일 원칙 제정하였다. 기존의 외세의존적이고 대결지향적인 통일노선을 거부하고 올바른 통일의 원칙을 도출해냈다는 점에 의의가 있다. 그러나 양측은 이 선언을 자신들의 권력기반 강화에 이용하였다. 7·4 남북 공동 성명을 발표한 지 3개월 만인 10월 17일 박정희는 성명을 구실삼아 10월 유신을 발표하여 헌법을 이용한 독재를 하였다. 조선민주주의인민공화국에서는 첫 남북간 대화의 물꼬를 튼 분위기속에 사회주의헌법을 채택하여 주체사상을 확립하였다.
유신 체제에서는 대통령 선출 제도가 직선제에서 통일주체국민회의의 간접선거제로 바뀌었고, 이로써 행정·입법·사법의 3권이 모두 대통령에게 집중된 1인 영구 집권 체제인 총통제(總統制)를 채택하였다.
1972년부터 핵무기 개발을 추진하였으나 미국의 반대로 1977년에 포기하였다.

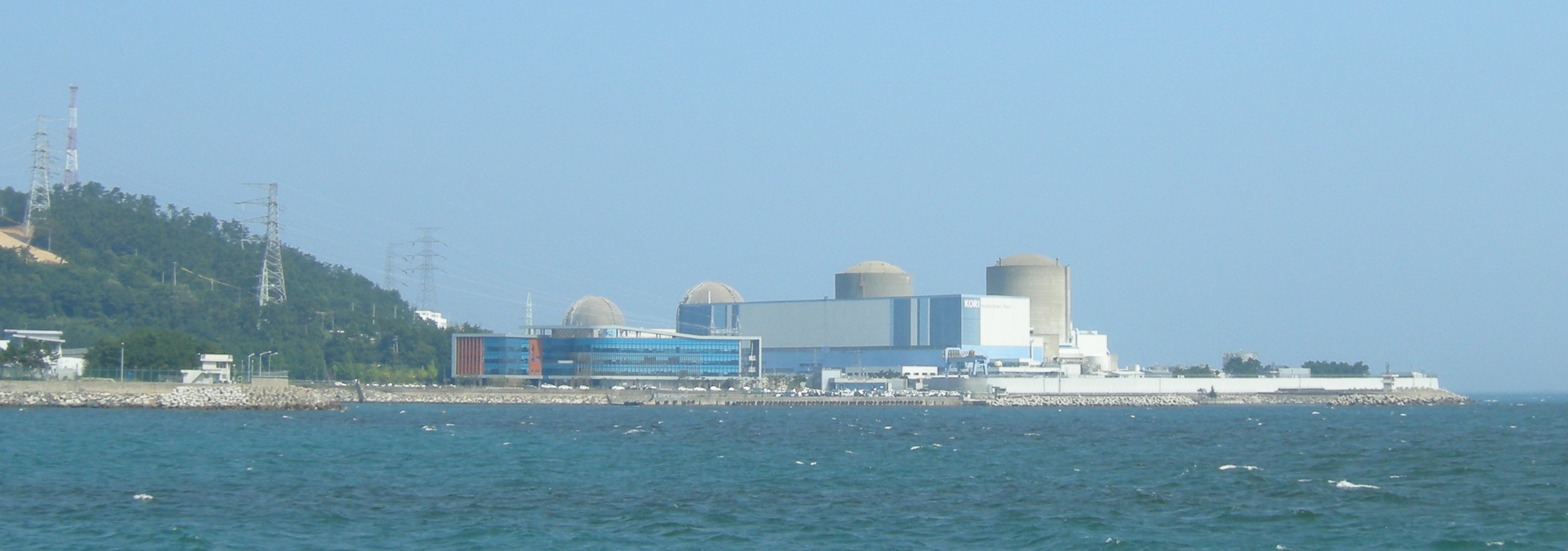
고리원자력발전소

제3차, 4차 경제 개발 5개년 계획을 실시하여 수출주도형 성장정책을 지속적으로 밀고 나가 경제구조에 균형이 잡히고 산업구조의 고도화를 이룩하여 본격적인 산업사회로 진입하게 됐다. 1973년에 준공된 포항제철과 1978년에 준공된 고리원자력발전소는 이 시기 중화학공업의 상징적인 사업이었다.
1976년 8월 18일, 판문점 인근 공동경비구역 내에서 조선인민군 군인 30여명이 도끼를 휘둘러 미루나무 가지치기 작업을 감독하던 주한 미군 장교 2명을 살해하고 주한 미군 및 대한민국 국군 병력 대다수에게 피해를 입힌 판문점 도끼 만행 사건이 발생되었다. 이 사건으로 인해 남북한이 1년 반 가까이 준전시 상태, 즉 전쟁 일보 직전에 있었다. 국내에 반공주의를 되새겼을 뿐 아니라 주한 유엔군 장교를 살해한 사건이라서 전세계적 파장도 컸으며, 중국과 소련도 북한을 두둔하지 않았다.
1979년 9월부터 88올림픽 개최를 추진하여 성과를 거두었다.
1979년 10.26 사건으로 인해 유신 체제는 붕괴되었다.
이승만과 박정희의 치적이 유달리 돋보이게 된 현대에는 두 사람의 지지세력이 겹치는 경향이 강하지만, 정작 박정희는 이승만에 대해서 비판적이었다. 박정희는 이승만의 귀국을 불허하였으며 장면은 죽어서야 집 밖에 나오도록 했다. 박정희는 충무공 이순신과 함께 백범 김구를 적극적으로 민족의 영웅으로 만들었다. 남산에는 백범광장을 조성하고, 1962년에는 김구에게 건국공로훈장 중장(현 대한민국장, 건국훈장 1등급)을 수여했다.

### 최규하 정부
1979년 12월 6일 통일주체국민회의의 간접 선거로 치러진 제10대 대통령 선거에서 유일하게 입후보한 최규하가 당선되었다.
최규하 정부는 1979년 12월 21일부터 1980년 8월 16일까지 존속한 대한민국 제4공화국의 두 번째 정부이다. 보통 박정희의 유신체제에서 제5공화국으로 이행하는 과도기로 본다.

### 전두환 정부
박정희 시해 후 등장한 신군부(하나회)는 1979년 12·12 군사 반란과 1980년 5·17 쿠데타를 일으켰다. 이 과정에서 발생한 5·18 광주 민주화 운동에서 민간인 165명, 군인 23명, 경찰 4명이 사망하였고 민간인 3,139명이 부상을 입었다.
이러한 일련의 정치·사회적 불안은 이미 2차 석유 파동(오일 쇼크)으로 고통 받고 있던 대한민국 경제에 더 큰 타격을 입혔다. 국내 경제성장률은 1978년 9.3%에서 1979년 6.8%, 1980년에 -1.5%를 기록했다. 특히 1980년 당시 소비자물가상승률은 오일 쇼크의 후폭풍으로 28.7%에 달해 서민들의 고통이 더욱 가중됐다. 고물가 현상은 81년까지 계속돼 20%대의 살인적 인플레이션을 경험하게 된다. 이후 전두환 정부의 경제 정책은 성장보다는 물가 안정에 주력하는 기조가 유지됐다. 이에 따라 소비자물가상승률은 1983~87년 연평균 2.8%로 크게 낮아졌다. 그럼에도 불구하고 국내 경제성장률은 같은 기간 연평균 9.5%의 고성장이 지속됐다. 이러한 고성장·저물가는 훗날 3저 호황의 밑거름이 됐다. 정치·사회적으로 가장 불안했던 시기였지만 아이러니하게도 '경제적 성과'는 역대 그 어느 정부보다도 뛰어났다. 이후 1984년부터 대한민국에 3저 호황(저금리·저유가·저환율)이 오면서 폭발적인 경제발전(고성장·저물가·저실업)을 이뤘다.
1980년 10월 27일, 헌법 개정을 하여 대통령을 간접 선거로 선출하되 선거인단은 국민이 선출하도록 하는 대한민국 헌법 제9호를 공포하였다. 제5공화국의 대통령으로는 제12대 전두환이 선출되었다. 제5공화국은 영구집권이 가능한 제4공화국의 6년 연임제 대신 7년 단임제를 고수했으며, 통금 해제 및 교복 자율화 등의 유화 조치를 취했다.
전두환의 제5공화국은 박정희의 제4공화국과의 차별성을 부각시키기 위하여 헌법 개정 과정에서 '5·16 혁명정신'에 관련된 사항을 삭제했다. 또한 하나회 계열에 부정적인 민주공화당 실세들을 권력형 비리 혐의로 엮어서 제거하면서 박정희의 시대를 부정과 부패, 비리의 시대로 규정하고, '정의사회구현, 복지사회건설, 선진조국창조' 등을 슬로건으로 내세웠다. 1980년 10월 27일 결국 해산된 민주공화당은 1981년 1월 15일 창당한 민주정의당에 당 재산을 양도하였다. 민주정의당은 보수주의·권위주의·반공주의·국민보수주의·경제적 자유주의를 이념으로 삼았고 전두환, 노태우가 총재를 거쳤다.
박정희 정부에 이어 헌법에 대한민국 임시정부의 법통을 계승한다고 명시하지는 않았지만, 1919년 독립운동을 위해 발행된 임시정부 채권에 대해 1983년 '상환조치법'을 제정해 책임지고 상환하는 등 실질적으로는 대한민국 임시정부를 계승하였다.
1981년 1월 23일, 구 민주공화당 및 유신정우회 계열 인사들 중 정치활동금지법에 묶이지 않거나 풀린 일부는 민주공화당의 후신인 한국국민당을 창당하였다.
전두환은 임기 내내 정권 성립 과정에서 발생한 5·17 쿠데타와 5·18 광주 민주화 운동의 유혈 진압 등 정통성 없는 정권 창출 과정에 대해 재야인사들의 비판을 받았다. 1983년 5월 18일 광주 민주화 운동 3주기를 맞이하여 전두환 정부의 야당인사 탄압에 저항하는 의미에서 김영삼은 23일간 단식투쟁을 하기도 하였다.
한편 민주당계 정당에선 1984년 12월 정치활동금지에서 해제된 인사들이 선명성을 지닌 정통 야당이 되살아나 전두환 정권을 견제해야 한다는 의견을 내기 시작했고, 마침내 해금 인사들과 일부 민주한국당 탈당한 인사들이 신당 창당을 결의, 1985년 1월 18일 새로운 야당 신한민주당을 창당하였다. 신한민주당은 보수자유주의·자유보수주의·국민자유주의·민주화·반공주의를 이념으로 삼았다. 당 총재는 이민우였으나, 실질적으로는 영남을 주축으로 한 상도동계 세력인 김영삼과 호남을 주축으로 한 동교동계 세력인 김대중이 강한 영향력을 행사하였다. 1987년 4월 21일, 당시 제1야당이던 신한민주당이 이른바 '이민우 구상'과 이철승 등의 내각제 개헌 주장으로 내분에 빠지자 김영삼과 김대중은 통일민주당을 창당하였다. 통일민주당은 자유주의·자유보수주의·사회보수주의·민주화를 이념으로 삼았다.
1987년 6.10 민주 항쟁이 일어나자 민주정의당 대선 후보였던 노태우는 전두환에게 직선제 개헌안을 수용할 것을 건의하여 승락을 받아내 6.29 선언을 하였다. 이후 1987년 9월 18일, 제9차 헌법 개정안이 마련되었다. 10월 27일 국민 투표로 확정되고 10월 29일 제6공화국 헌법이 공포되었다. 제6공화국 헌법은 헌정 사상 최초로 여야 합의에 의해 개정된 헌법이다. 대통령은 국민에 의한 직선제로 선출되며, 임기는 5년이고 중임할 수 없게 하였다. 김준엽의 제안으로 제6공화국 헌법 전문에는 대한민국 임시정부의 법통을 계승한다는 문구가 명시적으로 추가되었다.
한편 민주당계 정당인 통일민주당에선 대통령선거에 나설 후보자 선출문제를 두고 김영삼의 상도동계와 김대중의 동교동계가 대립하다가, 1987년 10월 29일 동교동계 인사들이 탈당해 평화민주당을 창당하였다. 평화민주당은 자유주의·중도개혁주의·자유민주주의·민주화를 이념으로 삼았다.
1987년 11월 30일, 김종필을 대표로 하는 신민주공화당이 창당되었다. 신민주공화당은 보수주의·충청지역주의를 이념으로 삼았다.

### 노태우 정부
1987년 12월 16일에 직선제로 실시된 제13대 대통령 선거에서 노태우가 당선되었다.
1988년 1월 1일, 노태우는 신년사에서 '정치인에 대한 풍자의 자유를 적극 허용한다'고 밝혔다. 이에 따라 제5공화국 시절 은근히 유행하던 정치인들에 대한 풍자가 본격적으로 재개되었다.
1988년 2월 25일, 노태우 정부가 출범하였다. 민주정의당은 노태우를 당선시킴으로써 기사회생 하는 듯 보였으나, 1988년 4월 26일에 실시된 제13대 국회의원 선거에서 과반수 확보에 실패하면서 국정운영에 어려움을 겪었다. 이에 1990년 1월 22일, 당시 집권 여당 민주정의당과 제2야당 통일민주당, 제3야당 신민주공화당이 3당 합당하고 이회창을 총재로 하는 민주자유당을 출범시킨다. 민주자유당은 보수주의·반공주의·경제적 자유주의를 이념으로 삼았다. 개헌저지선을 훌쩍 넘는 218석의 절대권력을 쥐게 된 민주자유당은 정국의 주도권을 행사했는데, 일각에선 날치기 통과 강행이라며 비판하기도 하였다.
노태우 정부는 국가보안법 제2조 2항 "제1항의 목적으로 공산계열의 노선에 따라 활동하는 국내외의 결사 또는 집단도 반국가단체로 본다."라는 내용을 삭제하여 공산주의 활동이 법적으로 가능하게 하였다.
1988년 7·7 선언을 발표하여 북한과의 관계 개선에 나섰다. 1988년 8·15 경축사에서는 "민족 간의 분단 장벽은 이제 개방과 교류 협력으로 허물어야 한다"면서 남북정상회담을 제의했다. 이후 김일성은 인민정권 창건일을 하루 앞두고 통일 문제를 논의할 남북 간 위원회 설립을 위해 평양에서 남북정상회담을 개최해도 좋다는 뜻을 내비쳤다. 다만 이는 현재의 남북 간 정치·경제 체제의 유지를 전제로 한 '연방제 통일'을 전제로 한 것이었으며, 주한 미군 철수와 상호 불가침 조약 체결도 반복하여 주장했다. 이후 실무 접촉에서 의제 채택 과정에서도 이견만 확인하는 등 순조롭게 진행되지 못하다가 결국 남북정상회담은 끝내 성사되지 못하였다.

1988년 서울 올림픽 개막식

1988년 9월 17일, 서울에서 하계 올림픽이 개막되었다. 대한민국이 국제적인 스포츠 경기를 개최한 것은 1986년 아시안 게임 이후 2년 만의 일이었으며, 이를 통해 국가의 자부심이 높아졌다.
1989년 5월 22일 전국교직원노동조합(전교조)은 연세대학교에서 창립대회를 열었다. 이때 학교는 이미 전투경찰에 의해 봉쇄되어 있었으며 창립식 직후 폭력적인 진압으로 많은 참가자들이 다쳤다. 이날 참가하였던 교사들은 전원 경찰에 연행되었다. 이 날 저녁 노태우는 대국민 담화를 통해 전교조는 불법이라 천명하고 해산 및 단속을 천명하였다. 이후 전교조 가입 인사 및 동조자들에 대한 탄압 정책을 계속하였다. 노태우는 재임기간 내내 전교조는 불법조직이라는 뜻을 굽히지 않았다. 이때 해직된 전교조 교사들은 1993년 10월 28일 김영삼 정부가 들어선 이후 전교조 교사들의 복직 신청을 받으면서 해직 교사 가운데 의해 95%가 복직되었고, 나머지는 복직을 거부했다.
1989년 11월 12일, 박노해와 백태웅 등 200여명이 남한사회주의노동자동맹(사노맹)이라는 반국가단체를 결성하였다. 사노맹은 반제국주의, 반파쇼, 민족해방을 이념으로 '폭력, 소요 사태를 일으켜 노태우 정부를 타도한 후 대한민국을 사회주의 국가로 만드는 것'을 목적으로 활동하였다. 이들은 1991년 4월 29일 국가안전기획부에 의하여 해산되었으며, 대법원 판결에 따라 반국가단체로 확정되었다. 사노맹의 핵심 인물이었던 박노해는 7년여의 수배생활 끝에 1991년 체포되어 무기징역에 처해졌으나, 1998년 김대중 정부의 특별사면으로 7년 6개월만에 석방되었다. 백태웅은 국가보안법 위반으로 체포돼 1991년 징역 15년형을 선고받았으나, 1999년 3월 1일 김대중 정부의 특별사면으로 석방되었다. 은수미는 국가보안법 위반으로 구속돼 6년형을 선고받았으나, 1998년 김대중 정부의 특별사면으로 석방되었다. 조국은 교수(울산대학교 사회과학대학 법학과 조교수)로선 처음으로 국가보안법 위반으로 구속되어 반 년간 수감되었다.
1990년 10월 13일, 노태우는 각종 살인 범죄와 강간 등의 범죄 사건을 해결하고 민생치안을 확립하기 위해 10.13 특별선언을 발표하였다. 이는 '범죄와의 전쟁'이라는 별칭으로도 알려졌다. 2년 동안의 '범죄와의 전쟁' 기간에 5대 강력범죄(살인·강간·강도·절도·폭력)의 발생률이 5.9% 감소하는 성과를 거두었다.
1991년에는 지방자치제를 부활시키라는 야당과 시민단체의 요구를 노태우가 전격 수용, 3월과 6월에 1991년 대한민국 지방선거가 치러지면서 30여년만에 지방자치제가 시행되었다.
민주화 이후 조성된 변혁적 분위기에서 생겨난 운동권의 일련의 방북사태와 관련해, 노태우 정부는 공안정국을 조성해 나갔다. 이에 여러 운동가들이 투신, 분신과 같은 죽음으로 저항했다. 이에 대해 한 신부 대학총장이 나서 엉뚱하게도 "죽음을 부추기는 어둠의 세력이 있다"고 주장하고 나섰다. 이에 1991년 5월 5일, 70년대를 대표하는 저항시인이었던 김지하가 조선일보에 운동권을 질타하는 유명한 '죽음의 굿판론'을 제기해 충격을 줬다.
1992년 9월 18일, 노태우는 민주자유당을 탈당하고 거국중립내각 구성을 선언, 이에 따라 10월 9일 사상 첫 여당이 없는 중립내각이 출범하였다. 한편 대선 직전 대통령이 여당을 탈당하는 선례를 만들기도 했다.
노태우는 대통령 후보 시절 작전통제권 환수추진을 공약하였는데, 그 결과로 1994년 12월 1일에 대한민국 국군은 평시 작전통제권을 44년 만에 주한 미군으로부터 이양 받았다.

### 김영삼 정부
1990년에 있었던 3당 합당 덕분에, 1992년 12월 18일에 실시된 제14대 대통령 선거에서 민주자유당의 김영삼이 당선되었다. 1993년 2월 25일, 김영삼 정부가 출범하였다. 공식 명칭은 문민정부(文民政府)로, 군인 출신이 아닌 일반 국민이 수립한 정부라는 뜻으로 이전의 군사 출신 정권과의 차별성을 부각시키고자 했다.
김영삼 정부는 예술가와 작가들의 반정부성 작품과 사회비판을 허용하였으며, 언론의 사회비판 역시 전면 허용하였다. 김영삼 정부 출범 직후 김영삼의 특별지시로 사회운동가 김남주 등이 석방되었다.
김영삼 정부는 대한민국의 정통성을 대한민국 임시정부에서 찾으면서 이승만 정부, 박정희 정부는 생략해 보수인사들의 반발을 사기도 했다. 1993년 8월부터 중화인민공화국에 있는 임정 요인들의 유해를 환국하는 사업을 지시, 추진했다. 8월 5일 국립묘지에 임정요인 묘소를 신설하게 했고, 1993년 말부터는 문화관광부와 국립중앙박물관에 조선총독부 철거 지시를 내려 1995년 8월 15일에 철거되었다.
취임 직후인 1993년 3월 6일부터 하나회 숙청을 구성하기 시작하였고, 1993년 4월 2일 서울특별시 용산구 동빙고동 군인아파트에 익명의 군인에 의해 '하나회' 명단이 살포되는 사태가 발생되면서 하나회에 대한 대대적인 숙청작업을 진행하였다. 5·18 광주 민주화 운동의 책임과 12·12 군사 반란에 대한 책임을 물어 전두환 및 노태우 등 관련자들은 재판에 회부되었다.
김영삼 정부의 대북정책은 자유주의와 자본주의의 여파를 조선민주주의인민공화국 지역에 확산시켜 개혁·개방화 체제로 유도하는 것을 그 정책목표로 삼았다. 김영삼 정부는 대북정책이 남·북간의 '공조·공영'에 있다고 천명하였으나 내용적으로는 역대 전임 정권이 취해왔던 '대북 우위를 견지하는 흡수통일'의 논리가 강하게 작용하고 있었다고 평가된다.
1993년 3월 12일, 중단되었던 한미연합훈련을 재개하자 조선민주주의인민공화국이 이에 반발하고 NPT 탈퇴 선언을 하면서 제1차 북핵위기가 발생되었다. 이후 1994년 제네바 합의로 위기는 마무리됐다.
1993년 5월 13일 특별 담화에서 그는 "문민정부는 5·18 광주 민주화 운동의 연장선상에 있는 정부"라고 선언했다. 그 뒤 반공주의 극우세력의 반발이 심화되자 5·18과 12.12 군사 반란 및 전두환-노태우 처벌문제에 대해 "역사의 심판에 맡기자"라고 발언하여 결말을 뒤로 미루었다.
1993년 8월 12일, 금융실명제를 실시하였다. 은행의 가명계좌를 실명계좌로 바꾸는 이 조치로 금융시장이 위축되고 소규모 사업자들이 자금을 조달하는 데 어려워지는 등 부작용이 있었으나, 장기적으로 경제개혁의 기초를 닦았다는 점에서 국민들의 환영을 받았다.
1993년 12월 15일, '신외교'를 표방하던 김영삼 정부는 수년 간 끌어오던 우루과이 라운드 협정을 타결지었다. 보호무역주의 철폐를 골자로 하는 이 협정은 국제경제경쟁력이 약한 개발도상국에 대해 선진국이 핵폭격과 같은 피해를 주는 것으로서, 대한민국은 이 협정으로 상품·금융·건설·유통·서비스 등 모든 분야에서 외국에 문호를 개방하였다. 김영삼 정부는 시장개방정책에 맞추어 낙후된 분야의 경쟁력을 높이기 위해 '세계화'를 강조하고 1995년 1월 세계화추진위원회를 공식 출범시켰다. 그리고 시장개방정책을 더욱 강화하기 위해 1996년 12월 12일 경제협력개발기구(OECD)에 가입하였다. 그리고 한국경제는 1995년 기준 수출액이 사상 처음으로 1천억 달러를 돌파하고, 1996년 기준 1인당 국민소득이 1만 달러를 돌파하여 선진국을 바짝 뒤쫓는 수준에 올라섰으나, 무역역조(한 나라의 수입액이 수출액보다 많은 상태)가 갈수록 심화되고 경제성장이 둔화되어 1996년의 경제성장률은 7%를 밑돌게 되었다.
1994년 3월 16일, '공직선거 및 선거부정방지법'을 제정하고 5.16 군사 정변 이후 중단되었던 지방 자치제를 전면적으로 실시하였다. 이후 1995년 6월 27일에는 5.16 군사 정변 이후 처음으로 제1회 전국동시지방선거가 실시되었다.
1994년 6월 28일, 김영삼 정부는 북한과의 실무협상을 통해 7월 25~27일에 평양에서 남북정상회담을 하기로 합의를 보았다. 그러나 1994년 7월 8일 김일성의 갑작스러운 죽음으로 남북정상회담은 무산되었다. 그러자 김영삼 정부와 여당은 한국전쟁을 일으킨 장본인에게 조문을 하는 것은 부당하다며 전군에 비상경계령을 내리고 조문에 대한 어떠한 발언도 모두 김일성 추종세력으로 규정하고 조의 표명과 조문 행위에 대해 사법처리 방침을 분명히 했다. 그러나 야당과 일부 재야단체들은 남북관계 개선과 민족화해 차원에서 조문을 해야 한다고 주장하였다. 그리고 전남대학교에서는 김일성 분향소를 만들어 250여명의 학생들이 조문하는 사태가 벌어졌다. 구 군사정권 관계자들이 김일성 빈소 조문 사건을 문제삼아 재기의 조짐이 보이자, 김영삼 정부는 일부 주동 대학생들을 처벌하는 선에서 사태를 수습토록 하였다.
1995년 7월, 검찰은 1980년 5·17 쿠데타에 대해서 '성공한 쿠데타는 처벌할 수 없다'면서 반란죄, 내란죄 여부를 판단하지 않고 '공소권 없음' 결정을 내려 이들에 대한 국민적 처벌 요구를 애써 외면했다.
1995년 10월, 일본의 총무청 장관인 에토 다카미는 "일본은 식민지 시절에도 한국에 좋은 일을 많이 했다"라는 발언을 했고 이후 1996년에는 하시모토 류타로 일본 총리도 "독도는 일본영토"라고 발언하는 등 일본의 정계에서 식민지 지배와 독도에 대한 영유권을 정당화하는 발언들이 끊임없이 나오자, 이에 김영삼은 "버르장머리를 고쳐놓겠다"고 격한 반응을 보였고, 이후 이지스함 2척 보유 정책을 추진하였다.
1995년 12월 6일, 김영삼은 1996년 4월에 치러지는 제15대 국회의원 선거를 앞두고 제5공화국의 흔적이 강한 민주자유당이라는 당명을 신한국당으로 바꾸었다.
1997년 1월 7일, 김영삼은 연두 기자회견을 통해 노동법 개정은 반드시 시행해야 한다는 성명으로 노동계와 국민들의 거센 비판을 받았다. 이후 전국에서 노동법 개정반대 총파업이 벌어졌다.
1997년 1월 23일, 한보철강의 부도를 시작으로 하는 IMF 사태가 터져 김영삼을 필두로한 보수주의 세력의 지지율이 급감하면서 세력이 위축되자 신한국당과 민주당이 합당하면서 한나라당이 창당되었다. 이 시기 김대중을 주축으로 한 새정치국민회의는 신한국당과 다를 바 없는 보수주의 정당이었지만, 김영삼 정부를 크게 비판하면서 지지율이 급상승했다.
1997년 11월 21일, 신한국당 이회창과 통합민주당 조순의 단일화로 두 정당이 합당하여 한나라당이 출범하였다.
1997년 12월 3일, IMF는 구제 금융을 제공하는 대가로 대한민국 경제에 신자유주의 도입을 요구하였고, 김영삼 정부는 IMF의 요구를 수용하는 양해각서에 서명하였다. IMF의 주요 요구 사항은 정부 역할의 축소, 규제 완화, 민영화, 자본의 자유화, 노동시장 유연화 등으로 이루어져 있었다.

### 김대중 정부
1997년 김대중의 새정치국민회의는 김종필의 자유민주연합(자민련)과 DJP연합하였고, 1997년 12월 18일에 실시된 제15대 대통령 선거에서 김대중이 당선되었다. 1998년 2월 25일, 김대중 정부가 출범하였고, 새정치국민회의와 자유민주연합은 연립정부를 구성하였다. 2000년 4월 13일 실시된 제16대 국회의원 선거에서 자유민주연합이 17석을 획득, 단독으로 교섭단체 등록을 할 수 없게 되자 새천년민주당은 의원직 꿔주기를 하여 당적을 옮겨주기도 했다. 하지만 이후 지나친 김종필의 내각 내 장관임명권 행사는 동교동계 인사들의 반발을 불러일으켜 2001년 9월 DJP연합은 결국 파국을 맞게 된다.
1998년 1월 23일, 일본이 한일어업협정을 일방적으로 파기하였다. 이 당시 대한민국 어민들은 일본 측에 강제 나포되어 포승줄로 묶여 폭행 당하거나 강제로 어장에서 쫓겨나는 수모를 당했다. 1998년 9월 25일, 김대중 정부는 양국간의 경색된 관계를 타결하고 새로운 한일 관계를 정립하기 위해 신한일어업협정을 체결하였다. 그러나 신한일어업협정은 독도를 '한일 중간수역'에 포함시켜 독도 영유권에 대한 국제적 분쟁의 소지를 남겼다. 또한 신한일어업협정 체결로 인해 대한민국 어민들은 동해에서 장어, 대구, 명태, 꽁치, 갈치 등을 거의 잡을 수 없게 되었고, 오징어 황금어장인 대화퇴 어장도 절반 정도 중간수역으로 설정되는 등 대한민국 어업에 많은 피해가 발생하였다.
김대중 정부는 IMF 사태 극복과 자유민주주의와 시장 경제 병행 발전을 천명하였다. 이를 위하여 국정 전반의 개혁, 경제난의 극복, 국민 화합 실현, 법과 질서 수호 등을 국가적 과제로 제시하였다. 김대중 정부는 IMF 사태를 극복하는 일환으로 외국인 투자 자율화 정책, 대기업을 각 기업으로 독립시키는 구조조정을 단행, IT 육성정책, 신용카드 소비촉진 정책, 정리해고제 등을 도입했다. IMF 사태 2년을 겪으면서 우리나라는 경제지표상으로 실업율을 제외하고 성장·물가·경상수지 등에서 전반적으로 외환위기 이전 수준을 거의 회복했다. 하지만 신용카드 소비촉진 정책은 카드빚에 의한 신용불량자 수를 급격히 증가시켰고 이는 2003년부터 2005년까지 이어진 내수부진의 원인이 되기도 하였다. 
1998년 10월 20일부터 총 4차례에 걸쳐 일본 대중문화 개방을 하였다.
김대중 정부는 1998년과 1999년에 반국가단체 남한사회주의노동자동맹(사노맹)의 핵심 인물인 박노해, 백태웅, 은수미를 특별사면 하였다.
1998년 11월 23일 김대중은 CNN과의 인터뷰에서 "제주 4·3 사건은 공산폭동이지만, 억울하게 죽은 사람들이 많으니 진실을 밝혀 누명을 벗겨줘야 한다."고 말했다.
2000년 3월 9일, 김대중은 독일 국빈 방문 중 베를린 자유대학을 방문, 기념 연설 말미에 "지구상에 마지막으로 남아 있는 한반도 냉전구조를 해체하고 항구적인 평화와 남북간의 화해·협력을 이루고자 한다"고 하는 베를린 선언을 하였다. 이후 김대중 정부는 '연방제 통일'을 목표로 금강산 관광 추진, 개성공단 개발, 북한정권에 대한 자금 송금 등 대북화해협력정책(햇볕정책)을 본격적으로 펼치기 시작하였다.
훗날 진보세력은 '나쁜 평화가 좋은 다툼보다는 낫다'는 러시아 속담을 이용하여 햇볕정책을 옹호한다. 그러나 보수세력은 '당당한 대립이 아닌 비겁한 굴종을 택했다'며 햇볕정책을 비판하거나 아예 실패작으로 평가한다. 이는 1999년 6월 15일 제1연평해전, 2002년 6월 29일 제2연평해전, 10월 제2차 북핵위기 등 햇볕정책이 시행된 기간에행된 기간에도 북한의 강력한 무력도발과 핵, 미사일 개발이 지속되었기 때문이었다. 2009년 6월 15일, 한나라당 북핵특위가 개최한 회의에서 윤덕민 외교안보연구원 교수는 "북한 핵 문제는 애초부터 북이 핵을 포기할 것이며, 협상으로 그렇게 유도할 수 있다고 믿은 김대중·노무현 정부의 판단 착오"라고 말했다. 협상 의지가 없는 북한을 상대로 협상을 시도한 것 자체가 북한에 핵개발에 필요한 시간과 돈을 벌어준 셈이란 것이다.
2000년 3월 31일, 김대중은 동아일보 창간 80주년 기념식 축사에서 "인촌(김성수) 선생은 민족 민주 문화주의 3대 강령을 내건 동아일보로 우리 민족의 앞날을 이끈 탁월한 스승이자 지도자였다"고 말했다.
2000년 6월 13일부터 2박 3일 간의 남북정상회담이 진행되었다. 제1차 남북정상회담이었고 회담 결과로 마지막날 6·15 남북 공동선언이 발표되었다. 미국의 AP통신은 2000년 12월 25일 '2000년 세계 10대 뉴스'를 발표하였는데 이 남북정상회담은 5위를 차지하였다. 공동선언문의 명의를 임동원-김용순 명의로 할 지, 김대중-김정일 명의로 할 지 결정하는 과정에서의 비화도 공개됐다. 한민당의 악명은 북한에서도 유명했는지 김정일이 "대통령이 전라도 태생이라 그런지 무척 집요하군요"라고 하자 김대중은 "김 위원장도 전라도 전주 김씨 아니오"라고 농담을 던졌다.
남북정상회담 이후에는 남북 관계에 큰 진전이 없었다. 정상회담과 이어진 장관급회담에서 발표된 무수한 합의 사항은 제대로 이행되지 않았으며 특히 정상회담 직후 개최된 당국 간 회담이 결렬되면서 대화조차 쉽지 않아졌다. 2001년 1월 조지 W. 부시가 새 미국 대통령으로 취임하여 대북 강경책을 펼치는 것도 남북 관계에 영향을 미쳤다. 국민들의 반응도 미지근해졌다는 주장도 제기되었다. 중앙일보 조사에 따르면 2000년 8월에는 "통일을 반드시 달성해야 한다"는 견해가 71.2%였지만 4개월 뒤에는 48.6%로 크게 감소했다.
2001년 1월 29일 정부조직법 개편에 따라 여성부와 국가인권위원회가 신설되었다. 여성부는 그 출범 직후부터 인터넷을 중심으로 비판이 끊이지 않고 있다. 여성부 출범 초기의 논란은 근거없는 풍문에서 촉발된 것이 많았지만, 나중에는 오거돈 성추행 사건이나 박원순 성추행 사건 등에 관해 침묵하는 등 여성인권 보호에 미온적인 태도 때문에 비판 받게 되었다.
2001년 8월 23일, 대한민국에 대한 IMF 관리 체제가 종료되었다. IMF 사태 이후의 위기관리와 구조조정의 결과 대한민국 경제는 신자유주의적 전환을 이루었다. 
2001년 9월 3일, 국회는 본회의에서 한나라당이 제출한 임동원 통일부 장관에 대한 해임건의안을 가결했다. 이날 해임건의안 표결에는 재적의원 271명 중 267명이 참여해 148명이 찬성표를, 119명이 반대표를 던졌다. 자민련 의원들은 대다수가 찬성한 것으로 분석됐다. 이로써 3년 7개월여 동안 지속돼 왔던 김대중과 김종필의 DJP연합은 파기되었다.
민주당계 정당은 2000년 1월 20일 기존의 여당이었던 새정치국민회의를 확대 개편해 새천년민주당을 창당하였다. 자유주의·중도개혁주의·사회자유주의·사회보수주의를 이념으로 삼았다.

### 노무현 정부
2002년 5월 전후로 지상파 3사와 오마이뉴스 등이 이회창의 두 아들의 병역 면제 의혹을 대대적으로 보도하자 대선 지지율 1위였던 이회창의 지지율이 무려 12%P가량 폭락하였다(병풍 사건). 이로 인해 2002년 12월 19일에 실시된 제16대 대통령 선거에서 새천년민주당 노무현이 근소한 표 차이로 한나라당 이회창을 앞서 당선되었다. 훗날 병역 면제는 정당한 것으로 판명되고 해당 의혹을 제기한 김대업과 새천년민주당 설훈 등은 처벌을 받았지만 한나라당과 그 지지자들에게는 상당한 트라우마가 되었다. 대통령 취임 직후 노무현은 "방송이 아니었으면 어떻게 대통령이 됐겠느냐"며 코드 방송을 부추기는 발언을 하기도 했다.
2002년 10월 3일 제임스 켈리를 대표로 한 미국 협상단이 평양을 방문했을 때 북한이 비밀리에 고농축 우라늄으로 핵탄두를 개발하고 있다는 사실을 시인하면서 제2차 북핵위기가 발생하였다. 이에 중국은 문제의 해결을 위해 6자 회담을 관련국들에게 제안했으며, 2003년 8월 27일 베이징에서 제1회 6자 회담이 개최되었다. 6자 회담을 통해 관련국들이 2005년 9·19 공동성명을 발표하면서, 제2차 북핵위기는 해결되었다. 그러나 곧바로 북한은 자신들의 요구사항이 전혀 이행되지 않는다며, 2006년 10월 9일 1차 핵 실험을 단행하였다.
2003년 11월 11일, 개혁국민정당, 한나라당, 새천년민주당의 내 정당 개혁, 정치 개혁의 완수를 요구하던 개혁 세력들이 열린우리당을 창당하였다. 열린우리당은 자유주의·사회자유주의·참여민주주의·실용주의·개혁주의·제3의 길을 이념으로 삼는 진보주의 정당이었다. 노무현이 새천년민주당을 깨고 진보주의로 이탈하자 이에 반발한 새천년민주당은 조순형, 추미애 등의 주도로 노무현 대통령 탄핵 소추를 제기하였고 여기에 자유민주연합과 한나라당이 동조하였다. 탄핵 소추안 통과는 그 타당성에 대한 전국적인 논쟁을 불러일으켰으며, 광화문 일대 등에서 탄핵 반대 촛불 시위가 벌어지기도 하였다. 이후 새천년민주당, 자유민주연합, 한나라당은 결국 노무현 대통령 탄핵 소추의 역풍을 맞았다. 2004년 4월 15일, 실시된 제17대 국회의원 선거에서 한나라당은 121석을 차지하여, 152석을 차지한 열린우리당에게 패배했다. 새천년민주당은 9석, 자유민주연합은 4석 밖에 얻지 못했다. 2004년 5월 14일 탄핵 소추는 기각되었다.
2004년 3월 22일, 일제강점하 친일반민족행위 진상규명에 관한 특별법(친일진상규명법)이 제정되었다. 이후 친일진상규명 조사범위에 관한 법 개정안을 두고 한나라당과 열린우리당이 치열하게 다투었다. 예를 들어 친일진상규명특별법 제5조 3항에는 "본인의 부모 및 조부모가 일본제국주의의 국권침탈 전후로부터 1945년 8월14일까지 친일반민족행위를 하지 않았고, 1950년 6월25일부터 1953년 7월 27일까지 친공반민족행위를 하지 않았음을 소명해야 한다"는 문구가 명시되어 있었는데, 2004년 6월 13일 민주당계 정당은 해당 문구가 연좌제이자 위헌이라면서 삭제해버렸다. 2004년 7월 27일 김용균 제2사무부총장은 이날 열린 주요당직자 비공개 회의에서 "진정한 친일진상규명에 있어서 철저히 파헤쳐야 될 주체가 친북반민족 세력이라는 점은 곤란하다"고 주장했다. 또한 정세욱 명지대 명예교수는 "5조 3항의 삭제는 간첩·빨치산 전력자라도 전력을 소명함이 없이 위원으로 임명될 수 있도록 하겠다는 의도로 밖에는 해석되지 않는다"고 주장했다. 민주당계 정당이 연좌제 논리로 법 개정을 강행하자, 2004년 9월 10일 한나라당 유기준은 "일제시대에 살았던 사람 중에 아직 생존하고 있는 사람은 거의 없다"며 "이 법 시행으로 불이익을 받는 사람은 친일행위 후손들인데 우리 헌법은 연좌제를 분명히 폐지하고 있다"고 비판하면서 "맹세코 한나라당은 진일 규명과 과거사 진상규명을 절대 반대하고 있지 않다"며 "한나라당은 사회적 혼란을 최소화하고 선의의 피해자를 줄일 수 있는 대안을 마련했다"라고 주장했다. 그러나 민주당계 정당은 법 개정안을 급행으로 통과시켰다. 또 다른 예로 한나라당은 신기남, 이미경의 부친을 겨냥한 듯 헌병·경찰은 계급 제한 없이 조사대상에 포함시키자고 주장하였고, 열린우리당은 박근혜의 부친(박정희)을 겨냥한 듯 소위 이상 장교, 경시 이상 경찰 간부를 당연범(일정 지위 이상을 자동으로 친일파로 규정)으로 규정하되 그 밑의 지위는 조사대상에서 제외시키자고 주장하였다. 우여곡절 끝에 2004년 12월 28일, 열린우리당과 한나라당은 친일진상규명법 개정안을 만장일치로 처리해 국회 본회의로 넘겼다. 열린우리당은 일본의 의견을 수용해 '친일법'을 '부일법'으로 바꾸기로 하고, 한나라당의 의견을 수용해 소위 이상 장교를 당연범으로 규정하는 게 아닌 조사범위에 넣는 수준으로 하였다.
2004년 11월 23일, 자유주의연대가 출범하면서 대한민국의 뉴라이트(New Right, 신우익)가 본격적으로 활동하기 시작했다. 2005년 11월 7일에는 뉴라이트전국연합이 출범하였다. 뉴라이트를 이끄는 인사들은 대부분 정통보수세력이 아니라 진보세력, 주체사상파, 운동권 등에서 전향을 한 사람들이었다. 1989년 동유럽 혁명과 1991년 소련의 붕괴로 인해 공산주의가 몰락하면서 이론적 구심점을 잃은 운동권 출신들의 전향 선언이 잇따랐으며, 1996년 연세대 사태와 1997년 이석 치사 사건까지 벌어지면서 대학가에서 주사파의 세는 완전히 꺾였다. 그래서 이들은 운동권을 해산시킴과 동시에 정치권으로 진출했는데, DJP연합 파탄 후 운동권도 가리지 않고 받던 김대중도 이들만큼은 주류 정치권에 편입시키길 거부하였다. 이 때문에 이들은 이념을 전향하고 뉴라이트를 탄생시켰다.
자유주의연대와 뉴라이트전국연합은 대한민국 뉴라이트 운동의 양대 축으로 불리며, 뉴라이트전국연합 계열(김진홍, 이영훈, 류석춘 등)이 자유주의연대 계열(안병직, 신지호 등)보다 더 극단적인 성향이라고 평가되기도 하지만 사상적 교집합이 상당하기 때문에 둘을 구분하는 것은 무의미하며, 둘 다 주사파 시절의 파시즘과 전체주의 사상을 간직한 채 친일파로 돌아선 부류이다. 뉴라이트의 대표적인 지론은 식민지 근대화론, 1948년 건국론 등이 있다. 이러한 경력과 성향 때문에 진보세력은 뉴라이트를 극도로 혐오하며, 보수세력도 뉴라이트를 '가짜우파', '위장보수'라 부르며 선을 긋지만, 어쨌든 김진홍 뉴라이트전국연합 상임의장이 "이명박이란 좋은 대통령감이 있어 2005년 6월 뉴라이트 운동을 시작했다"고 말했을 정도로 뉴라이트는 신자유주의 기조를 가진 이명박을 강력하게 지지했고, 이명박은 뉴라이트의 지지를 받아들였다.
2005년 5월 31일, 노무현 정부는 친일반민족행위진상규명위원회(반민규명위)를 발족하였다. 이후 반민규명위는 2006년 12월 6일, 2007년 12월 6일, 2009년 11월 27일 세 차례에 걸쳐 친일반민족행위자 명단 총 1,006명을 발표했다. '혈서 군관지원'으로 친일행적 논란이 있던 박정희는 명단에서 제외되었고, 새천년민주당의 전신인 한국민주당을 창립한 장덕수, 김성수는 포함되었다.
2006년 2월 3일, 노무현 정부는 미국과의 한미 자유 무역 협정(FTA) 협상 출범을 공식화하였다. 한·미 FTA를 본격화하기 위해 야당 및 여론의 반대에도 불구하고 미국 측이 요구한 소위 '4대 선결조건(미국산 쇠고기 수입 재개, 배출가스 강화 기준 2009년까지 철폐, 스크린쿼터 축소, 약값 재평가 제도 철폐)'을 수용하였다. 2007년 4월 2일, 14개월간의 긴 협상을 마치고 최종 타결하였다.
노무현 정부와 열린우리당은 국가보안법·사립학교법·과거사 진상 규명법·언론관계법 등 4대 개혁 입법을 너무 무리하게 추진한데다가 부동산 가격 폭등 등 경제실정까지 일으키면서 크게 흔들리기 시작했다. 결국 2006년 5월 31일에 실시된 제4회 지방선거에서 한나라당에게 완패하였다. 열린우리당과 민주당은 광주광역시, 전라북도, 전라남도를 제외한 전 지역에서 한나라당에게 지자체장 자리를 내주었다. 이후 열린우리당에서 대규모 탈당이 시작되고 수많은 이합집산이 이루어졌지만, 2007년 8월, 열린우리당 멤버가 사실상 그대로 유지된 대통합민주신당이 출범하였다.

### 이명박 정부
2007년 12월 19일에 실시된 제17대 대통령 선거에서 이명박이 당선되고 2008년 2월 25일에 이명박 정부가 출범하였다. '작은 정부, 큰 시장'을 큰 뼈대로 한 '경제살리기'를 목표로 하였다. 국가자본주의에 가깝던 과거의 정부들과도 다르고 IMF에 의해 타의적으로 신자유주의를 도입했던 김대중 정부와도 다르게 이명박 정부는 적극적으로 신자유주의를 추구하였고, 규제 개혁을 추진하여 기업 활동을 촉진시키고자 하였다.
2008년 2월, 대선에서 패배한 대통합민주신당과 민주당은 재결합하여 통합민주당을 출범, 소위 '도로 민주당'이 되었다. 통합민주당은 자유주의·사회자유주의·참여민주주의·보수자유주의·사회보수주의·중도개혁주의·진보주의·사회민주주의를 이념으로 내세우며 열린우리당에서 빠졌던 사회보수주의를 다시 포함하는 동시에 민주당에서 빠졌던 진보주의·사회민주주의도 포함하였다. 2008년 7월 4일, 통합민주당은 당명을 민주당으로 변경하였다.
2008년 4월 한미 쇠고기 협상 논란으로 인하여 5월부터 소위 광우병 촛불 시위가 발생하여 이명박 정부 출범 초기 국정에 큰 차질을 빚게 되고 지지율이 10%대로 급락하는 위기를 맞기도 하였다. 애초에 이명박은 당선 직후 정치성과는 거리를 둔 실용주의를 내세우면서, 문재인 당시 청와대 비서실장에게 "전임자가 존중받는 전통을 만들겠다"고 피력하여 전임 대통령에 대한 정치보복 가능성을 배제하였다. 그러나 이 광우병 사태 이후 이명박 정부는 2008년 7월 한상률 국세청장으로 하여금 박연차를 비롯한 노무현 주변의 측근들에 대한 강도 높은 세무조사를 진행하도록 하여, 전임자에 대한 관용에서 정치적 보복으로 방침을 급선회하였다. 결과적으로 측근들로부터 터져나오는 각종 뇌물 및 비자금 수수 의혹에 대한 검찰 수사로 궁지에 몰린 노무현은 2009년 5월 23일 김해 봉하마을 봉화산 부엉이 바위에서 뛰어내려 자살로 생을 마감하였다.
2008년 5월 30일에 실시된 제18대 국회의원 선거에서는 뉴라이트 인사 40여 명 중 8명이 한나라당 공천을 통과했으며, 이 중 김성회, 장제원이 국회의원에 당선됐다. 정부에 진출한 뉴라이트 인사로는 제성호 인권대사, 이석연 법제처장, 박영모 청와대 시민사회비서관실 행정관, 조춘구 수도권매립지관리공사 사장 등이 있었다. 뉴라이트는 2004년 출범시에는 "수구좌파와 수구우파가 주도하는 정치는 종말을 고해야 한다"며 중립적이고 미래지향적인 태도를 표명하기도 했다. 그러나 광우병 사태를 계기로 이명박 정부가 곤경을 겪자 지만원, 이영훈, 류석춘 등의 뉴라이트 인사들은 극단적 반좌익 성향을 드러내기 시작하였다. 이 즈음에서부터 뉴라이트계와 NLPDR계 역사수정주의 학자들 간의 대결이 본격적으로 시작됐다.
2008년 8월 15일 이명박은 광복절 경축사에서 녹색 뉴딜 정책을 제시하였다. 그 일환으로 2008년 12월 29일부터 4년간 22조원의 예산을 투입한 4대강 정비 사업을 실행하였다. 이에 대하여 당시 야당과 시민단체는 지류와 지천부터 정비해야 한다고 주장했다. 문재인 정부 감사원 감사보고서에는 위법이 없다고 나왔다. 현지 주민들이나 엔지니어들은 4대강 정비 사업을 호평하였다. 서울대 산학협력단의 분석 결과 2013년 기준으로 향후 50년간의 4대강 사업에 따른 총편익은 6조 6000억원, 총비용은 31조여 원으로, 비용 대비 편익(B/C) 비율이 0.21로 나타났다. B/C 비율이 1.0을 넘어야 사업 경제성이 있다. 하지만 분석 대상 기간에 홍수가 없어서 홍수 예방 편익이 '0원'으로 처리된 점을 고려해야 한다.
2008년 9월 이명박 정부는 미국발 세계 금융 위기에 성공적으로 대처하여 조기에 위기를 극복하는 성과를 거뒀다.
2009년 4월 3일, 이명박은 남산 백범광장에서 독립유공자 가족 등 3천여 명이 참석한 가운데 열린 임시정부수립 90주년 기념식에서 "임시정부는 대한민국의 뿌리이자 정신적 토대"라고 강조하였다.
2009년 국가정상화추진위원회라는 민간단체가 친북 반국가 행위자 인명사전을 발간하겠다고 하여 관심이 집중되었다. 그러나 이들이 생존 인사만을 수록하겠다고 밝히자 정치편향성에 대한 일반의 불만뿐만 아니라 극우세력의 불만도 극심했다. 결국 발간이 중단되었다.

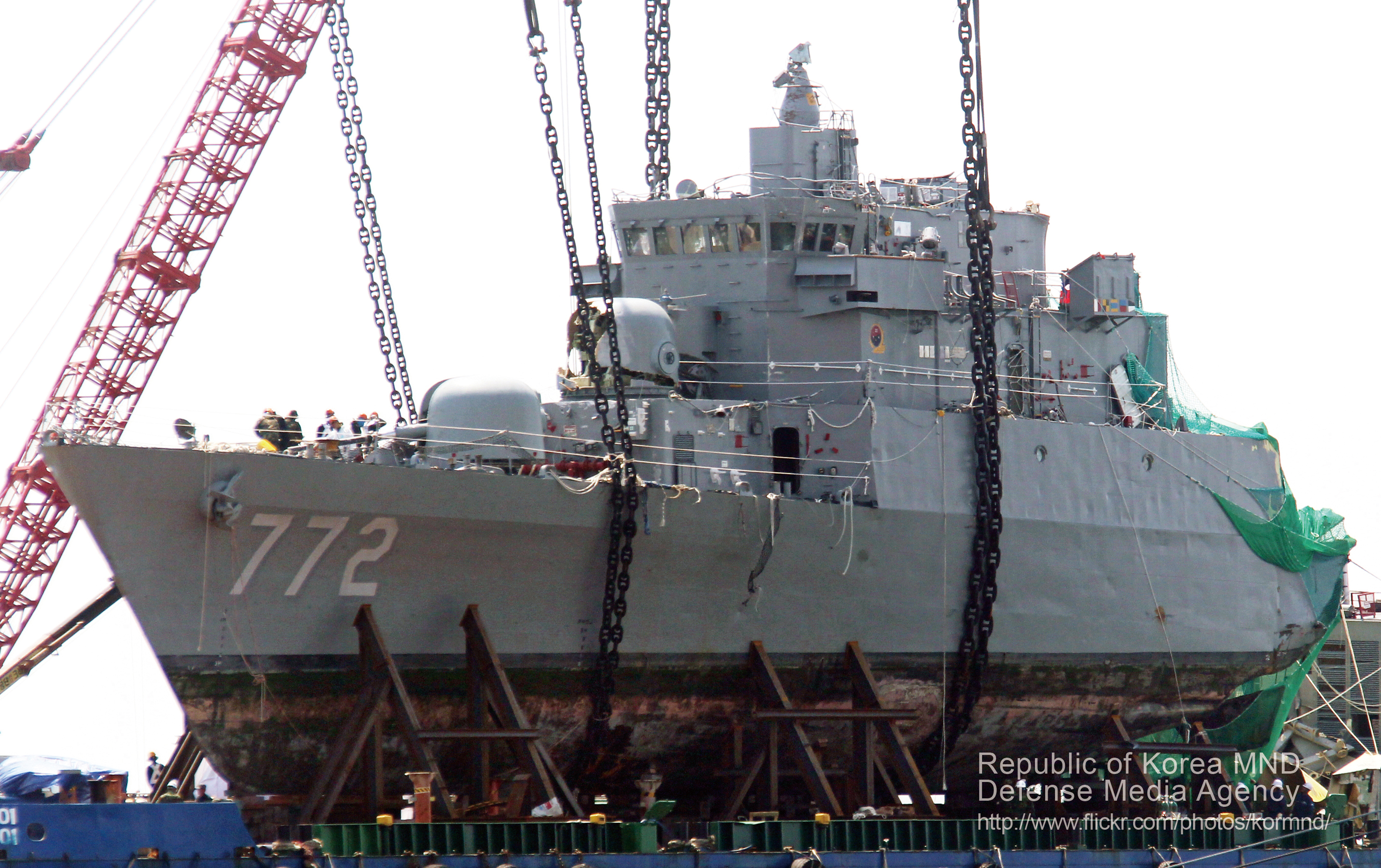
2010년 천암한 함수 인양작업

2010년 3월 26일 천안함 피격 사건과 2010년 11월 25일 연평도 포격으로 인해 대한민국에 주춤했던 반공의식이 다시 강해졌다.
2010년 8월 15일, 광복절 축사에서 이명박은 "통일은 반드시 온다"며 통일세를 신설하는 방안을 검토해야 한다고 밝혔다. 하지만 이에 대해 여당인 한나라당 내부에서도 의견이 엇갈렸다. 홍준표는 8월 16일 "통일세 문제는, 지금 남북협력기금이 많이 있는데 평화 공동체가 정착된 후에 논의해도 늦지 않다고 생각한다"며 신중론을 펼쳤다. 한편 야당의 민주당 박지원은 "남북관계가 이렇게 경직된 상태에서의 통일세 신설은 북한을 자극하는 것"이라며 신중한 입장을 보였다.
2010년 11월 11일 서울 G20 정상회의와 2012년 3월 26일 핵안보정상회의를 개최하여 대한민국의 국제적 위상을 크게 높였으며, 재임 중 한미 관계를 크게 중시하여 전임 노무현 정부에서 때때로 대립하는 모습을 보여 다소 약화되었다는 한미 관계를 복원하는 것을 넘어, 역대 최고의 한미 관계를 구축하였다.
2011년 한나라당의 지지율은 급격히 떨어졌고, 당시 한나라당 비대위원장 박근혜는 한나라당의 당명을 새누리당으로 개칭했다. 박근혜는 이명박과는 차별화 된 보수주의를 약속하였고, 국회에 진출했던 뉴라이트 인사들은 19대 총선에서 대부분 새누리당의 공천을 받지 못했다. 그 결과 2012년 4월 11일에 실시된 제19대 국회의원 선거에서 민주통합당을 누르고 다수당이 되었다.
그 외 보수주의 정당은 2008년 2월 1일에 창당된 자유선진당이 있었는데, 선진통일당으로 개명했다가 2012년 10월 25일 새누리당에 흡수되었다.
2012년 8월 10일, 이명박은 현직 대통령 사상 처음으로 독도를 방문하였고 이로 인해 한일 관계가 악화되었다.

### 박근혜 정부
2012년 12월 19일에 실시된 제18대 대통령 선거에서 박근혜가 당선되었다. 2013년 2월 25일, 박근혜 정부가 출범하였다. '경제부흥, 국민행복, 문화융성, 평화통일 기반 구축'을 국정기조로 삼고 이명박 정부의 신자유주의 기조를 이어가 기업을 위한 규제 개혁을 추진하였다.
2013년 8월 28일, 국가정보원과 검찰이 통합진보당 이석기를 중심으로 한 경기도당 인사들, 통칭 RO(지하혁명조직)를 내란음모 혐의로 압수수색 및 일부 체포한 통합진보당 부정 경선 사건이 발생하였다. 2015년 1월 22일, 대법원 전원합의체(주심 김소영 대법관)는 22일 내란음모·내란선동 혐의 등으로 구속기소된 이석기 전 통합진보당 의원에게 징역 9년을 선고한 원심을 확정했다. 재판부는 이석기 전 의원과 함께 기소된 이상호, 홍순석, 한동근, 조양원, 김홍열, 김근래 피고인 등 옛 통진당 핵심 당원들에게도 원심처럼 징역 3∼5년과 자격정지 2∼5년을 선고했다.
2013년 11월 5일, 박근혜 정부는 헌법재판소에 통합진보당에 대한 정당해산심판을 청구하였다. 정부가 위헌정당 해산제도에 따라 정당에 대한 해산심판을 청구하는 것은 헌정 사상 처음이다. 박근혜는 유럽 출장 중 전자 결재를 하였다. 2014년 12월 19일, 헌법재판소는 통합진보당이 북한식 사회주의를 추종하며 북한의 대남혁명전략과 노선을 같이한다는 등의 이유를 들어 재판관 8대1의 의결로 통합진보당을 강제 해산시켰고, 이석기, 김재연, 김미희, 오병윤, 이상규 등 통합진보당 소속 국회의원 5명의 의원직도 모두 박탈했다.
2014년 3월 28일, 박근혜는 독일 드레스덴 공과대학교에서 드레스덴 선언을 하였다. 이에 조선로동당의 기관지인 로동신문은 "드레스덴 구상은 남조선(대한민국) 주도의 흡수 통일을 하려는 대결 선언"이라며 강하게 반발했다.
2014년 4월 16일 세월호 침몰 사고, 2014년 11월 28일 정윤회 문건 유출 사건, 2015년 5월 20일부터 유행한 중동호흡기증후군(메르스) 등 자의적·타의적 악재가 계속 발생하면서 박근혜 정부는 점점 흔들리기 시작했다.
2015년 7월 21일, 박근혜 정부는 공공·노동·금융·교육 등 4대 부문에 대한 개혁을 추진하였지만, 노동 부문에서 노동계의 반발이 극심하였고 사회적 합의가 이루어지지 않아 결국 실패하였다.
2015년 9월 4일, 박근혜는 상해 임시 정부 청사 재개관식에 참석하여 "비록 3층의 소박한 건물이었지만 그곳에서 대한민국 법통이 시작됐고, 이봉창 의사, 윤봉길 의사의 의거를 비롯한 다양한 독립 투쟁의 근거지가 됐다"고 밝혔다.
2016년 4월 13일에 실시된 제20대 국회의원 선거에서 새누리당 122석, 더불어민주당 123석, 국민의당 38석으로 여소야대가 되었다. 기존 민주당계 정당에 비하면 진보주의적이고, 노무현보다는 보수주의적이며, 민주당계 정당 특유의 호남지역주의 색채도 지닌 안철수의 국민의당이 호남지역에서 '녹색돌풍'을 일으키며 38석을 획득하였다. 국민의당은 자유주의·중도개혁주의·사회보수주의를 이념으로 삼았다.
2016년 9월을 전후로 박근혜-최순실 게이트가 불거졌다. 이에 2016년 10월부터 박근혜 대통령 퇴진 운동과 박근혜 대통령 탄핵 반대 시위까지 일어났다. 2016년 12월 9일 헌법재판소는 박근혜를 파면하여 직무 정지를 시키고, 2017년 3월 10일 탄핵이 인용되어 박근혜는 대통령직에서 물러나게 되었다.
이러한 정국에서 새누리당 내 친박계와 비박계(이명박계, 홍준표계, 유승민계, 김무성계, 소장파 등)의 분쟁이 커졌다. 결국 비박계가 새누리당을 탈당하고 2017년 1월 24일 바른정당을 창당하였다. 또한 친이계의 중진들은 이와 별도로 2017년 1월 11일 늘푸른한국당을 창당하였다.
2017년 2월 13일, 새누리당은 이름을 자유한국당으로 바꾸고 분위기를 쇄신하고자 하였다. 원래 강경보수 친박은 물론 극우 성향의 뉴라이트도 가급적 배제했다. 일부 친박 세력은 주인이 없게 된 새누리당이라는 당명으로 새누리당(2017)을 창당하였다. 자유한국당으로 개명했지만 친박계와 비박계 간의 분쟁은 해소되지 않았다. 그 상태로 2017년 5월에 제19대 대통령 선거가 시작되었고, 자유한국당은 홍준표를, 바른정당은 유승민을, 늘푸른한국당은 이재오를, 새누리당(2017)은 조원진을 선출하였다.

### 문재인 정부
2017년 5월 4일, 5일, 9일에 실시된 제 19대 대통령 선거에서 문재인이 당선되었다. 다음 날인 5월 10일에 문재인 정부가 출범하였다. 문재인 정부와 더불어민주당은 강기정, 윤건영, 이인영, 우상호, 오영식, 임종석 등 NL 계열 인사 및 조국, 박용진 등 PD 계열 인사들을 당정청의 요직에 대거 발탁했다. 교육 분야에서는 전국교직원노동조합(전교조)이 약진하였다. 대통령직속 국가교육회의와 교육부, 시·도교육청의 최상층부와 핵심 요직들이 전교조 출신과 親전교조 인사들로 채워져 있다. 유·초·중등 정책 전반이 전교조 네트워크에 '아웃소싱'되고 있다는 평가도 나왔다.
2017년 12월 28일, 문재인 정부가 2015년 12월 28일에 박근혜 정부와 일본 정부가 타결했던 한·일 일본군 위안부 협상에 대해 "중대한 흠결이 있었다"고 평가하며 사실상 파기를 선언하자 한일관계가 급속히 악화되었다.
2018년 1월 29일, 현직 검사 서지현에 의해 대한민국 미투 운동이 일어났다. 한국보건사회연구원이 2018년 6∼9월 전국의 만 19세 이상∼75세 이하 성인남녀 3천873명(남성 1천967명, 여성 1천906명)을 상대로 대면 면접조사방식으로 사회갈등 인식 정도를 조사한 결과 미투 운동에 대한 동의비율은 20대 이하 58% vs 60대 이상 50%, 보수 48% vs 진보 61%였다.
2018년 6월 13일에 실시된 제7회 지방선거에서 자유한국당은 제19대 대선에 이어서 또 다시 참패를 당하였다. 남경필, 김문수 등 거물급 정치인들이 모두 낮은 득표율로 낙선하였다. 이에 홍준표 자유한국당 대표는 지방선거 참패의 책임을 지고 대표직을 사퇴하였고, 혁신비상대책위원회 체제로 진입하였다.
2019년 8월 23일 친문세력으로 분류되는 더불어민주당 이해찬은 "지소미아 종료 비판은 新친일파 행위"라고 자유한국당을 비방하였다. 2019년 11월 22일 문재인 정부가 지소미아 종료 결정의 효력을 정지시키기로 발표하자 정부 발표에 실망을 표한 누리꾼들은 “개인적으로 실망이다. 믿었던 정부에 발등 찍히는 기분", “역시 지소미아는 쇼였나. 선거를 앞두고 지지율 폭락하니 반전을 꾀하는 꼼수를 지소미아 ‘친일 프레임’으로 어떻게 해보려 했는지 실망스럽다” 등 의견을 냈다. 반면 “지소미아를 그냥 연장하지 않고 조건부 연기를 이끌어 내는 것도 현 정부의 업적”, “언제든 지소미아 효력을 정지시킬 수 있다는 전제가 있지 않나. 종료 통보를 멈춘 것 뿐” 등 정부 발표를 지지하는 반응도 나왔다.
2019년 11월 20일, 황교안 자유한국당 대표는 한미일 군사동맹의 상징인 한일군사정보보호협정(지소미아)를 사수하고, 고위공직자범죄수사처(공수처) 설치를 막고, 선거제 개편 등 패스트트랙 4법 법안 처리를 막기 위해 8일 간의 단식투쟁에 돌입했다. 이는 강경보수 및 극우세력의 열렬한 지지를 받았지만 대중에게는 거의 호소되지 못하였다.
2020년 2월 17일, 자유한국당, 새로운보수당, 전진당이 보수대통합을 추진하여 미래통합당이 출범하였다. 미래통합당은 보수주의·사회보수주의·반공주의를 이념으로 삼았다.
2020년 4월 15에 실시된 제21대 국회의원 선거에서 미래통합당+미래한국당은 103석을 획득해 180석을 획득한 더불어민주당+더불어시민당에 참패하였다. 이 총선에서 미래통합당에서는 북한 외교관 출신 태영호, 윤봉길의 장손녀 윤주경, 시각장애인 피아니스트 김예지 등이 당선되어 반공주의를 여전히 강조하면서도 '친일 비판'을 깨고 정당의 이미지를 개선하고자 하였다.
2020년 5월 7일, 더불어시민당의 윤미향과 그가 연관된 정의기억연대가 위안부 피해자들을 이용해왔다는 의혹이 제기되었다. 이에 더불어민주당과 친문은 윤미향을 적극적으로 옹호하면서 윤미향을 비판하는 세력에 대해 "친일세력의 부당공세", "정의연 공격하면 토착왜구"라며 비방함은 물론 이용수 할머니에게 "기억이 왜곡된 듯", "친일파 나팔수", "노망난 할망구" 등으로 2차 가해까지 하여 국가적 물의를 일으켰다.
2020년 5월 22일, 미래통합당은 김종인을 비상대책위원장으로 영입하였다. 김종인은 강경보수 친박과 극우 성향의 뉴라이트를 당권에서 최대한 배제하고 역시 강경보수 성향인 기독교 우파와도 선을 그었다. 여기에 안희정, 김훈, 유승현, 원종건, 오거돈 등(5월 22일 이후에는 박원순, 김동하, 박재호, 이경환 등도) 문재인 정부와 더불어민주당 인사들의 연이은 성폭력, 장애인·여성·외국인·지역 비하 발언, 인천국제공항공사 보안요원 정규직 전환 절차 논란(인국공 사태), 의회 독재 논란, 부동산 가격 폭등 등의 독주와 실정에 대한 국민적 불만으로 미래통합당의 정당 지지율이 상승하기 시작했다. 2020년 8월 10~12일 여론조사 결과에서는 박근혜 대통령 탄핵 이후 처음으로 더불어민주당의 지지율을 역전하기도 하였다.
2020년 6월과 7월에는 각각 김구 추모식과 이승만 추모식에 두루 참석하며 개화파 내지는 대한민국 임시정부 우익로부터 시작되는 대한민국 보수주의의 맥을 되짚고 있다.
제4차 산업혁명 시대를 겪으며 기본소득제가 화두에 올랐다. 좌익은 물론 우익 내에서도 기본소득제에 대한 검토가 이루어지기 시작했는데, 우익 내에서는 기본소득제 도입에 대한 비판이 나왔다. 기본소득이란 '재산이나 소득의 많고 적음, 노동 여부나 노동 의사와 상관없이 개별적으로 모든 사회 구성원에게 균등하게 지급되는 소득'을 의미하는데, 이것이 경쟁의 순기능(시장 경제)을 중시하는 보수주의의 가치관에 부합하지 않는다는 것이다. 이에 보수진영에서는 기본소득제라는 용어는 그대로 사용하면서도 실제로는 선별복지(빈민 구제)라는 보수주의적인 방향으로 검토하는 쪽에 무게가 실리고 있다.
2020년 7월 23일, 더불어민주당 출신 이인영은 '우리의 국부는 이승만이 아닌 김구가 됐어야 했다'고 말했다. 그러나 정작 김구는 1945년 12월 1일 대한민국 임시정부 개선대회에서 "국부는 이승만 박사 한 분 뿐"이라는 입장을 밝혔다. 또한 김구는 1948년 3월 1일 남북협상 직전에도 "초대 대통령은 나의 숭배하는 선배인 이승만 박사를 추대할 것을 늘 주장하여 왔으며"라고 말했다.
2020년 8월 15일, 문재인 정부가 주관한 제75주년 광복절 경축식에서 광복회 김원웅은 안익태 파묘와 애국가 교체를 주장했고, 더불어민주당이 이에 동조하였다. 그러나 정작 김구는 1920년대 대한민국 임시정부 시절 한 동지에게 '우리가 3.1 운동을 태극기와 애국가로 했는데 누가 지었는가가 왜 문제인가'라며 '작사·작곡가의 성향보다 애국가 안에 담긴 정신이 더 중요하다'는 입장이었다. 하태경은 "(김원웅이)김구를 포함한 독립운동 선열이 자랑스럽게 불렀던 애국가를 친일 노래로 매도했다. 독립노래를 친일노래로 둔갑시켜 결국 독립운동 자체를 비하해버린 것"이라고 평가했다.
2020년 9월 16일 국민의힘 송파병당협위원장 김근식은 페이스북에 "추미애 법무부 장관 아들 특혜 휴가에 문제제기를 하는 게 쿠데타 세력이냐. 참 소가 웃을 일"이라며 "자유당과 공화당 때까지 끄집어 낼 거면 민주당더러 추악한 친일파 정당 한민당의 후예라고 지적해야 하느냐"라고 말했다.
2020년 9월 17일 국민의힘 소속 윤영석은 "과거사를 거슬러 올라가면 민주당의 뿌리야말로 친일 지주 세력이 창당을 한 한민당"이라고 말했다.
더불어민주당과 문재인 정부가 자기세력의 흑역사에는 관대하거나 함구하면서 반대세력의 흑역사에는 유독 엄격한 소위 '내로남불'을 보이는 탓에 대한민국은 극심한 국론 분열을 겪고 있다.
2020년 10월 3일 문재인 정부는 코로나19 방역을 목적으로 반정부 집회를 원천 차단하기 위해 서울 광화문 세종로 일대를 500여대의 버스로 둘러싸고 검문소 90곳을 설치, 경찰 1만명을 동원해 시민들을 불심검문하였다. 한 50대 남성은 "80년대 군부 독재 시절 거리에 나온 기분"이라고 말했다. NK뉴스의 채드 오 캐롤은 "점심을 먹으러 빵집에 가는데 경찰 검문을 4번 받았다"며 "미쳤다(insane)"고 했다. 데일리안이 여론조사 전문기관 알앤써치에 의뢰해 전국 성인남녀 1010명을 대상으로 진행한 여론조사 결과에 따르면 응답자의 51.5%는 "개천절 집회에 동원된 경찰력이 과잉조치였느냐"는 물음에 '반대' 의견을 냈다. 응답자 중 "과잉조치였다"고 답한 비율은 42.4%였으며 "잘 모르겠다"고 한 비율은 6.1%였다.
2020년 10월 11일 친문은 김대중 전 대통령 계보인 동교동계의 입당 논의 소식에 반발하였다.

## 가치관

### 정치·경제관
- 자유민주주의(또는 서구식 민주주의)와 교집합이 크다.[1]
- 정치관
  - 고정된 정치관: 고전적 자유주의, 대의 민주주의, 공화주의, 자유보수주의, 사회보수주의, 법치주의, 삼권분립, 국가안보, 점진적 개혁 등[1]
  - 시대상에 따라 가감된 정치관: 반공주의, 권위주의, 국가주의[1]
- 경제관
  - 고정된 경제관: 자본주의, 경제적 자유주의, 시장경제 등[1]
  - 시대상에 따라 변화된 경제관: 국가자본주의 (이승만~전두환)[189]→신자유주의(김영삼 이후)
  - 성과주의·복지주의에 대한 관점[출처 필요]
    - 더 좋은 성과를 낸 사람이 더 많은 월급을 받는 세상이 정의롭다고 본다.
    - 단 우파는 부의 분배는 개인 성과에 비례하되, 인권과 복지는 개인 성과에 무관해야 된다고 본다.
    - 극우파의 경우 부의 분배, 인권, 복지 모두 개인 성과에 비례하여 차등적으로 주어져야 된다고 본다.

### 사회·문화·세계·통일·역사관
- 사회관·문화관
  - 고정된 가치관: 자유보수주의, 사회보수주의, 문화보수주의 등[190]
  - 사회보수주의와 문화보수주의를 중시한다. 다만기독교 유입이나 급격한 도시화 등에 따른 사회와 문화의 급격한 변화에 순응한 편이었다.[4][5][6]
- 세계관·통일관
  - 고정된 가치관: 민족주의 등[191]
  - 북한에 대한 가치관
    - 북한 민간인을 환영하지만 북한 정권과 북한군은 반민족세력으로 간주한다.[192]

  - 남북통일에 대한 가치관
    - 남북통일의 방략으로서 상호주의·호혜주의를 주장한다.[193][194][195]
- 역사관
  - 뿌리에 관하여
    - 우파, 극우파, 보수정당 지지세력 등을 포함하는 대한민국 보수주의자들의 경우, 자신의 뿌리를 한국사에서 찾는다면 개화파 3세대(1890), 대한민국 임시정부(1919)를 주로 지목한다.[106] 자신의 뿌리를 한국인물사에서 찾는다면 이승만, 김구를 주로 지목한다.[152][168] 자신의 뿌리를 근현대 정당사에서 찾는다면 대한독립촉성국민회(1946), 자유당(1951)을 주로 지목한다.[196][197][198]

- 분파에 따른 가치관
  - 합리주의, 실용주의[출처 필요]

## 비판
- 진정한 자유민주주의를 추구하는 게 아니라는 비판
  - 자유민주주의는 개개인의 자유를 보장할 수 있어야 한다. 그러나 대한민국 보수주의자들의 상당수는 시장에서의 승자로 하여금 경제적으로 윤택한 생활을 누릴 수 있게 하는 경제적 자유는 충분히 인정하는 반면, 과거 공산주의자들의 반민족행위 역사를 이유로 현재까지도 공산주의를 추종하려는 개인과 집단의 정치적 자유는 대체로 인정하지 않으며, 또한 그렇게 정치적 자유를 제한했던 권위주의 정권을 예찬 내지 두둔하는 성향을 보여 진정한 자유민주주의가 아니라는 비판을 받는다.
- 반공주의와 한미동맹에 대한 비판
  - 반공주의와 한미상호방위조약은 보수주의자들의 상당수로부터 북한과의 군사적 대치와 냉전의 시대적 상황에서 대한민국의 안보를 지켜준 핵심이었다는 평가를 받는다. 하지만 NLPDR 계열은 반공주의와 한미동맹의 결과 신식민지사회가 구축되어서 개인의 정치적·시민권적·경제적·사회적·문화적 권리가 침해되고 있다는 비판을 한다.
- 신자유주의 기조에 대한 비판
  - 신자유주의는 1970년대 및 1980년대의 재정적 위기에서 벗어나기 위한 시장 원리의 강조, 구조조정, 민영화, 재벌 내지 대기업 중심의 감세를 특징으로 하는 전 세계적 변화에 따라 한국 사회에 확산된 이데올로기이다. 그렇지만 이러한 신자유주의적 행보에 대해 반대하는 입장에서는 "권위주의 시대에 이어 현 시대에도 유산층을 위해 서민과 중산층에게 희생을 강요하고 있다."는 비판을 받는다.

## 같이 보기
- 경제적 자유주의
- 경제간섭주의
- 성리학
- 대한민국의 뉴라이트
- 대한민국의 자유주의
- 10월 유신
- 일민주의
- 대한민국의 진보주의
- 사회보수주의